# リメンブランス・ポピー
リメンブランス・ポピー（英語: Remembrance poppy）は、複数の国々において、戦争で死没した軍人の追悼を目的に着用される造花である。リメンブランス・ポピーは、退役軍人の協会によって生産され、慈善寄付金と引き換えに手渡される。寄付金は現役の軍人や退役軍人に対し、経済的・社会的・精神的支援を施すために用いられる。
戦争追悼詩『フランダースの野に』に影響を受けたモイナ・マイケルによって取り上げられたそれらは、第一次世界大戦の終戦前夜にイギリス帝国とアメリカ合衆国の両軍の戦死者の追悼のためにはじめて用いられた。アンナ・ゲランは、退役軍人や戦没者の未亡人、戦時国債、赤十字社に対する財政的支援を行うために「ポピーの日」をはじめて立ち上げた。
リメンブランス・ポピーは、イギリス連邦加盟諸国においてもっとも一般的に使われており、募金を募る目的で退役軍人協会によって商標登録がされている。リメンブランス・ポピーは、英連邦諸国においてリメンブランス・デーまでの数週間の期間、服に装着される事が多く、リメンブランス・デーの当日は戦争記念施設にもポピーの花輪が飾られる。しかし、ニュージーランドにおいてはANZACの日の時に着用される事が最も一般的である。
赤のリメンブランス・ポピーは、戦争と平和のさまざまな側面を表現した他のポピーのデザインに影響を及ぼした。フランスでは戦没軍人を追悼する目的で、リメンブランス・ポピーではなく フランスの矢車菊が着用される。

## 起源
フランダースにおける戦争とポピーについての言及は、早くは19世紀にジェームズ・グラントが著した『運命のスコットランド兵士たち』(The Scottish Soldiers of Fortune)の中に見られる。

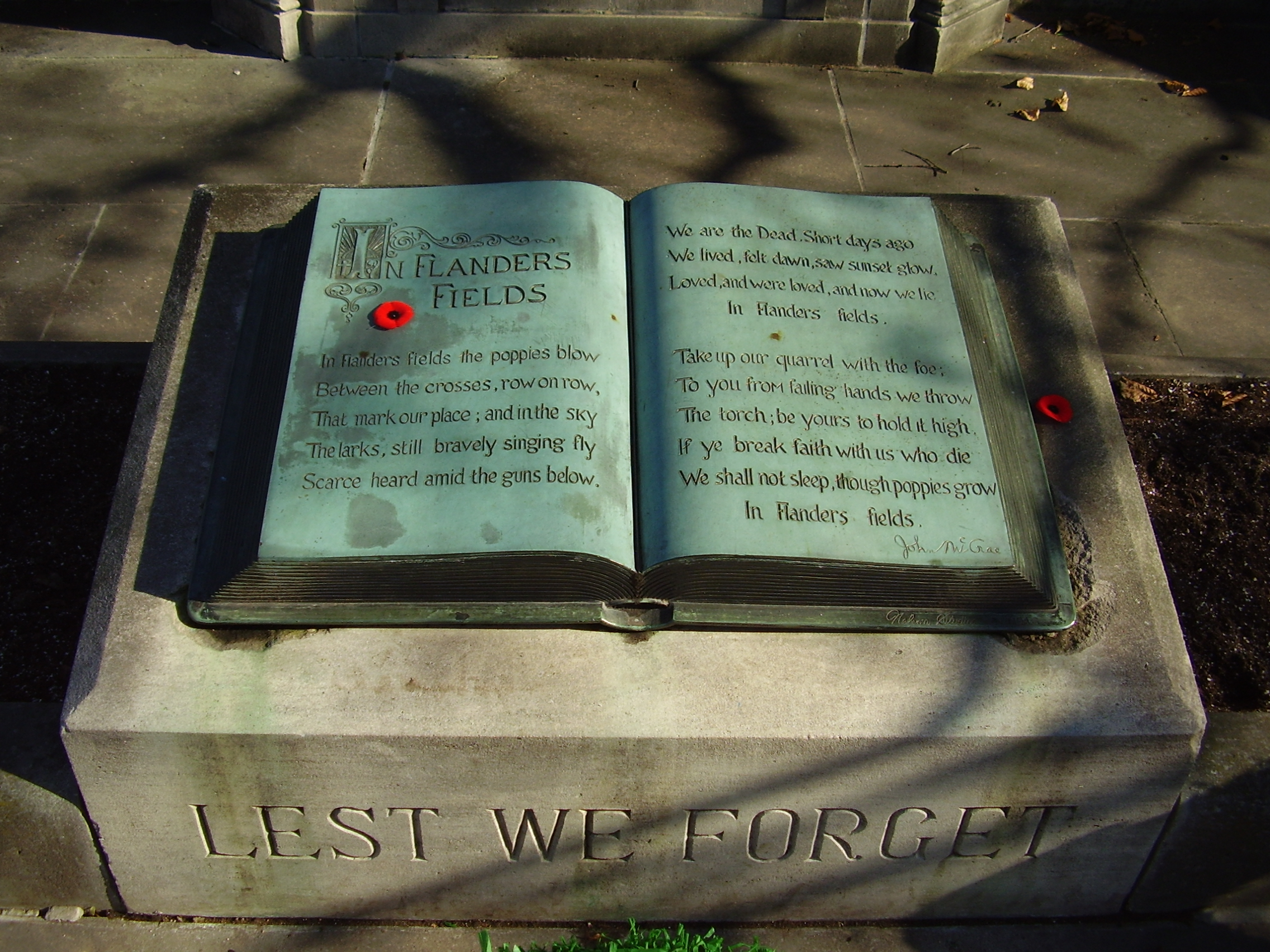
マクレイ・ハウスにある『フランダースの野に』の内容が刻まれた記念碑を飾るカナダのリメンブランス・ポピー

第一次世界大戦の戦争詩『フランダースの野に』の冒頭部では、ベルギーのフランダース地域の戦争犠牲者の墓の間に自生するポピーが登場する。この詩は既に戦死した兵士の視線から語られており、最後の節で、兵士は戦いを続けるよう訴えかけている。この詩は、カナダの医師であるジョン・マクレイが、1915年5月3日、前日に友人が戦死した事を受けて書いた物である。その詩の初出は、1915年12月8日、ロンドンで発行されていた雑誌パンチ上での事だった。
ジョージア大学の教員の職務を休職して、アメリカのYMCA海外戦争機構でボランティア活動をしていたモイナ・マイケルは、その詩に心を動かされた。彼女は1918年に自ら作った『我々は信義を守るだろう』(We Shall Keep the Faith)という詩を公表した。彼女は、マクレイの詩への敬意として、戦争を戦った軍人や関係者に対する追悼のために赤いポピーを常用するようになった。1918年11月、YMCAの海外戦争機構の会議において、彼女は絹製のポピーを彼女のコートに装着して、出席者に25本のポピーを渡した。その後、彼女はポピーを国家的な追悼の象徴とする事を求める運動をはじめた。
アメリカ在郷軍人協会は、1920年に開かれた大会でポピーを公式の追悼の象徴として採用した。1920年のクリーブランド大会に招かれたフランス女性アンナ・ゲランは、「連合国を構成した各国がポピーの日」を制定する事の意義を説いた。大会終了後、アメリカ在郷軍人協会は、ポピーを記念花に制定、ゲランが計画していた「アメリカのポピーの日」への後援を与える事を約束した。アメリカ在郷軍人会がゲランを「フランスから来たポピー・レディ」と呼んだのもこの行事の後である。1921年5月、ゲランは戦没将兵追悼記念日の前週に、戦禍で荒廃したフランスの未亡人や子供たちが作った絹製のポピーを用いて、アメリカではじめての全国的な「ポピーの日」を成功に導いた。

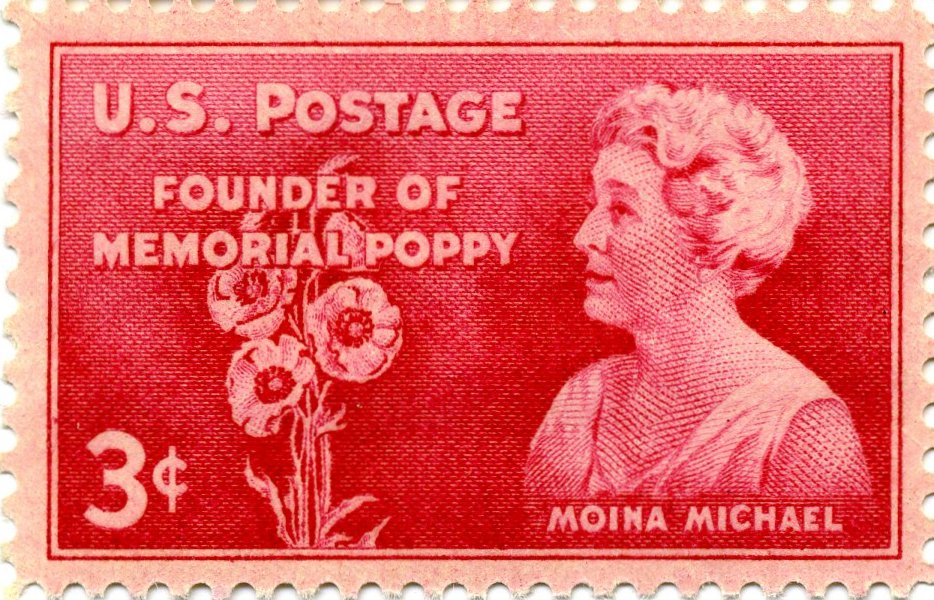
モイナ・マイケルを記念したアメリカの切手、マイケルによってポピーを追悼の象徴とする事がはじめて提案された。

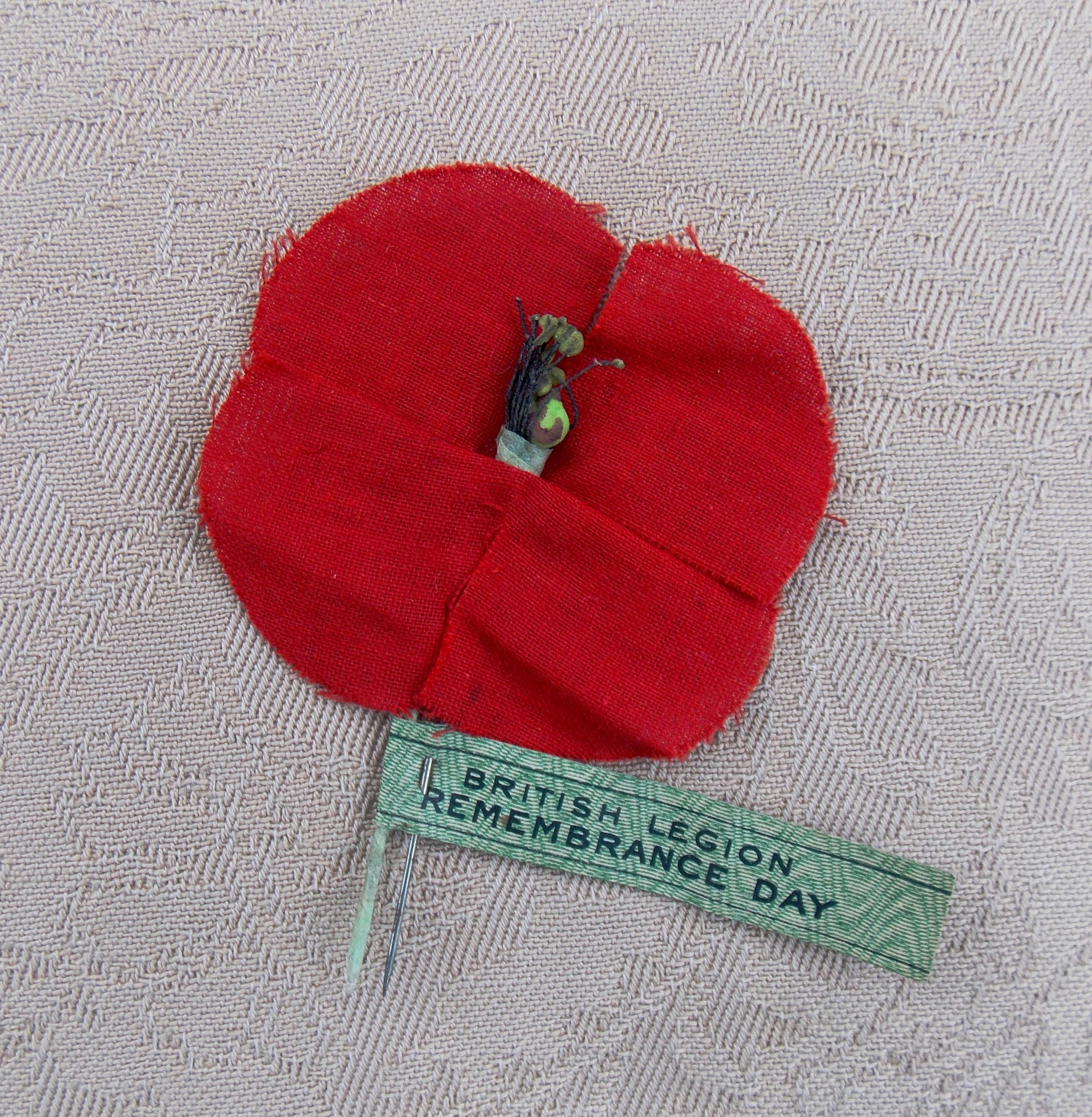
1921年のイギリスのリメンブランス・ポピー、フランスのポピー・レディーで、戦争で没した兵士の未亡人や遺児のためのポピーの日の創設者であるゲラン夫人の主導で、絹や綿のポピーはフランスの戦禍に見舞われた地域で作られた。

アメリカ在郷軍人協会が、ポピーに替えてデイジーを追悼の象徴とした時、対外戦争退役軍人協会の会員は、ゲランの支援に回った。対外戦争退役軍人協会は、ゲランから購入したフランス製のポピーを用いて、1922年の記念日にアメリカ初の退役軍人による「ポピーの日」行進を組織した。1924年、退役軍人協会は、「バディ・ポピー」(Buddy Poppy)の名を商標登録した。
ゲランによる「汎連合国的なポピーの日」制定の構想に、イギリス帝国内の一部の退役軍人組織が応じた。1921年の追悼記念日の後、ゲランはカナダに渡った。彼女が、7月4日の大戦役退役軍人協会で演説した後、この団体もポピーを象徴として採用し、「汎連合国ポピーの日」の構想を受け入れた。彼らはイギリス連邦の前身であるイギリス帝国の退役軍人組織ではじめての受容例となった。
その後、ゲランはアメリカ赤十字社出身のモファット大佐を代理としてオーストラリアとニュージーランドに派遣した。彼女はイギリスに向かい、ダグラス・ヘイグ元帥とイギリス在郷軍人協会に自らの構想を伝えた。組織には予算が不足していたため、ゲランはイギリスのリメンブランス・ポピーの代金を自ら立て替え、イギリス在郷軍人協会は、1921年11月11日のリメンブランス・デー終了後に立て替え分を払い戻した。1921年までにリメンブランス・ポピーが、休戦記念日に追悼のために着用される花であるという認識が、第一次世界大戦の連合国を横断する形で受け入れられていった。

## 配布と着用

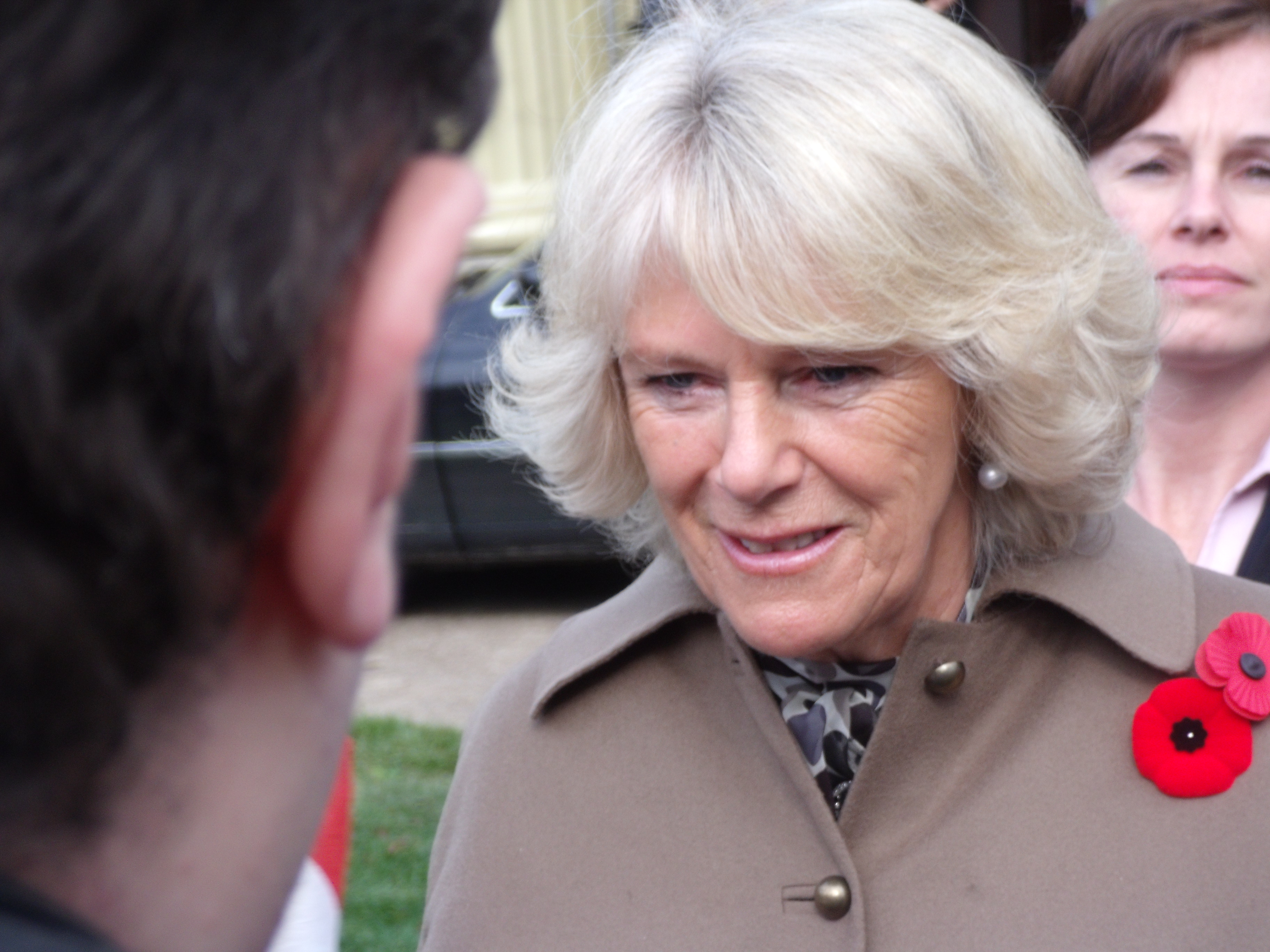
スコットランド（上）とカナダ（下）のポピーを身に着けるカミラ王妃 (コーンウォール公爵夫人時代)

リメンブランス・ポピーは、複数のイギリス連邦加盟国において、主としてリメンブランス・デーに至る数週間の間に配布される。しかし、ニュージーランドにおいてはANZACの日に至る数週間が配布期間である。リメンブランス・ポピーは、退役軍人を記念し、退役軍人の組織や活動に必要な資金を得る目的で、退役軍人の全国組織によって配布される。
複数の国の退役軍人組織が、独自にリメンブランス・ポピーを作っているため、リメンブランス・ポピーには複数のデザインが混在している。しかし、カリブ海地域のイギリス連邦加盟国であるバルバドス、ガイアナ、ジャマイカ、トリニダード・トバゴは、イギリス連邦退役軍人連盟を通じて、カナダ在郷軍人協会からポピーの供給を受けている。
リメンブランス・ポピーは主としてイギリス連邦加盟国の間で用いられているが、それ以外の複数の国においてもいくばくかの使用例がある。

### オーストラリア

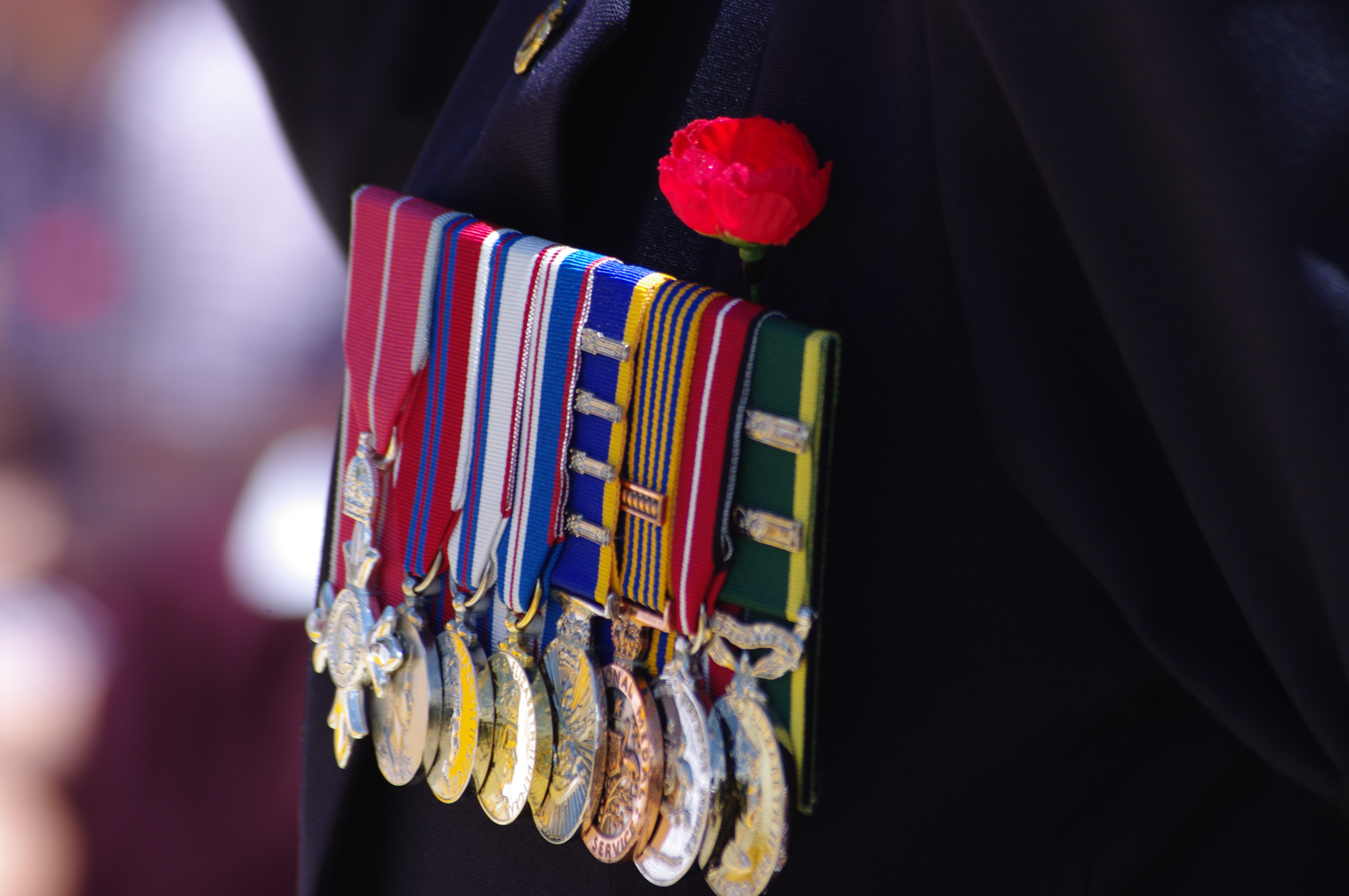
複数の従軍記章の上に装用されるオーストラリア帰還軍人奉仕連盟によって配布されたポピー

オーストラリアにおいては、フランダースのポピーと呼ばれる事もある布と紙によって作られたリメンブランス・ポピーは、リメンブランス・デーを公式に記念する花として、1921年以来オーストラリア帰還軍人奉仕連盟による配布がおこなわれている。オーストラリアにおいてリメンブランス・ポピーが着用されるのは、一般的にはリメンブランス・デーのみであり、ANZACの日などのようなその他の退役軍人関連の祝日の際は着用しないのが通例である 。
ANZACの日には服に着用される事がないとはいえ、リメンブランス・ポピーはこの祝日の際においても依然として顕著な象徴性を帯びており、ポピーの花やリースが戦争慰霊碑に置かれる事が伝統となっている。

### バルバドス

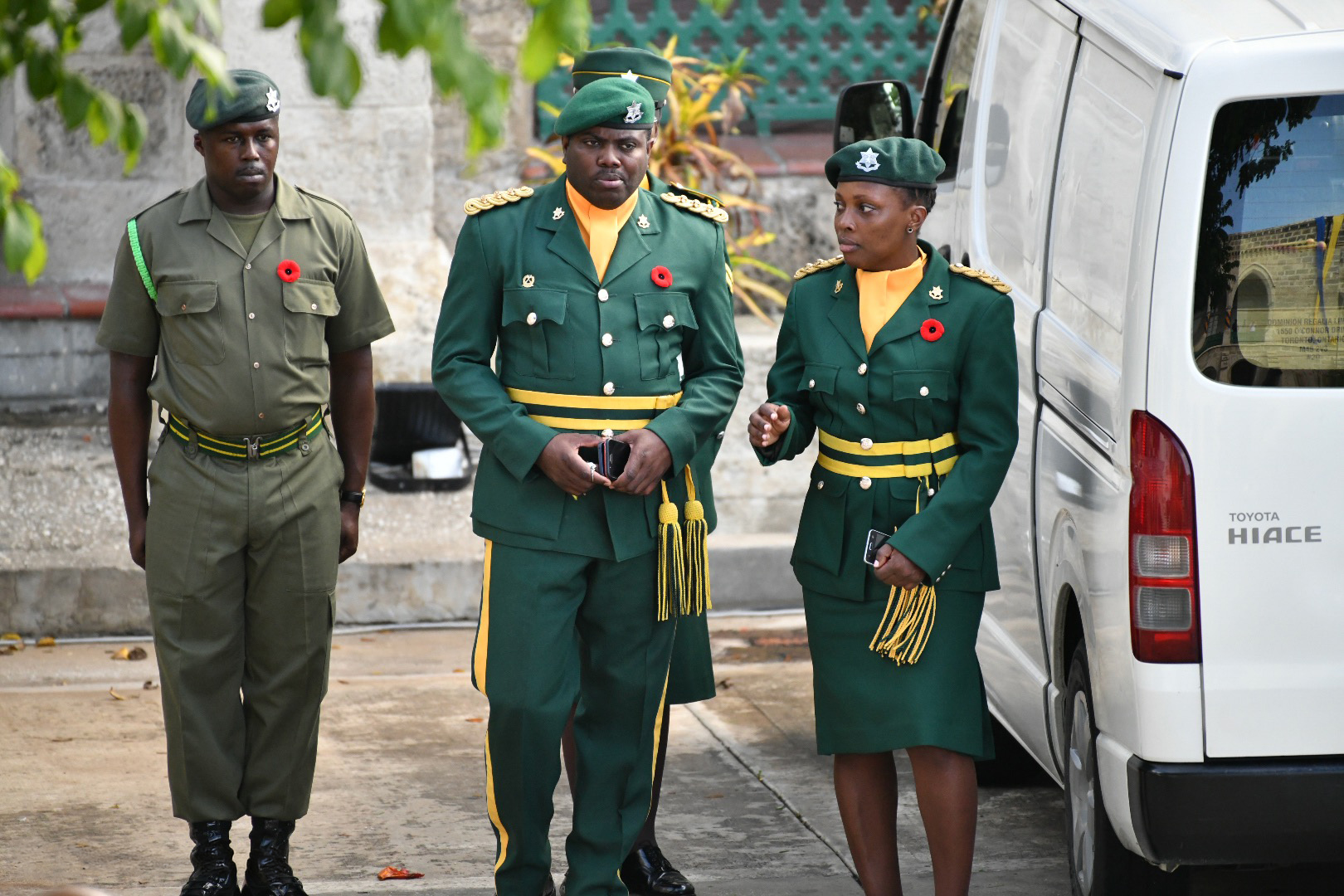
リメンブランス・デーの任務の際にリメンブランス・ポピーを着用したバルバドス国防軍の隊員

1923年、バルバドスにおけるはじめてのリメンブランス・ポピーがバルバドス・ポピー連盟によって配布された。その前の年に、バルバドス総督だったチャールズ・オブライエンによってバルバドス在郷軍人会の募金部門としてバルバドス・ポピー連盟が設立された。バルバドス・ポピー連盟はイギリス連邦退役軍人連盟を通じて、カナダ在郷軍人協会からリメンブランス・ポピーの供給を受けている。

### カナダ

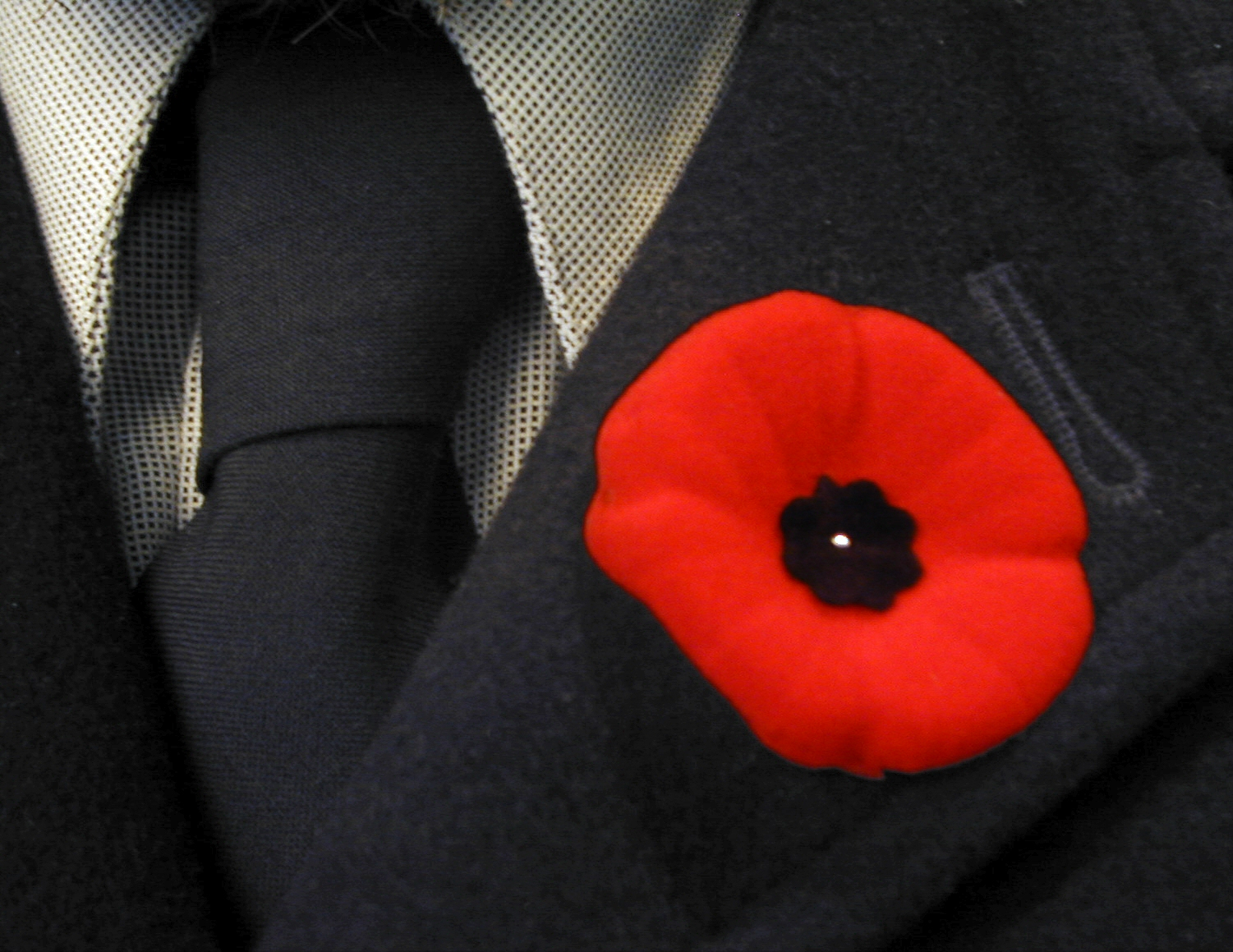
服の襟に付けられたカナダ在郷軍人協会配布のポピー

カナダにおいては、1921年からポピーを公式に追悼の象徴として採用されている。それは10月最終週の金曜日から着用が開始され、11月11日まで続く。その年の最初のポピーは慣例として、カナダ在郷軍人協会全国議長からカナダ総督に贈呈されている。ポピーのイメージ図を商標登録しているカナダ在郷軍人協会は、ポピーをジャケットの左胸側もしくはできる限り心臓に近い位置で着用する事を推奨している。
カナダのポピーは、4枚の花びらと黒い中心部から構成され、葉がないデザインが特徴的である。リメンブランス・ポピーはフロック加工が施された2個の成型プラスチックと服に留めるためのピンから構成されている。1980年から2002年までは中心部の色が緑だった。現在は黒のみである。この変更はオリジナルのデザインに馴染みがない者たちを混乱させた。2007年、子供や老人、食品業界の労働者を対象として、ポピー・ステッカーが導入された。カエデの葉に、戦没者と銃後を意味する2つのポピーをあしらった金属製の「カナダ・リメンバーズ」ピンも配布されている。
ポピーは、1996年まではカナダの傷痍軍人たちによって作られてきた。しかし、それ以降は民間の請負業者によって製造されている。カナダ在郷軍人協会によるリメンブランス・ポピーはトロントで製造されており、2011年、協会は1,800万個以上のポピーを配布した。

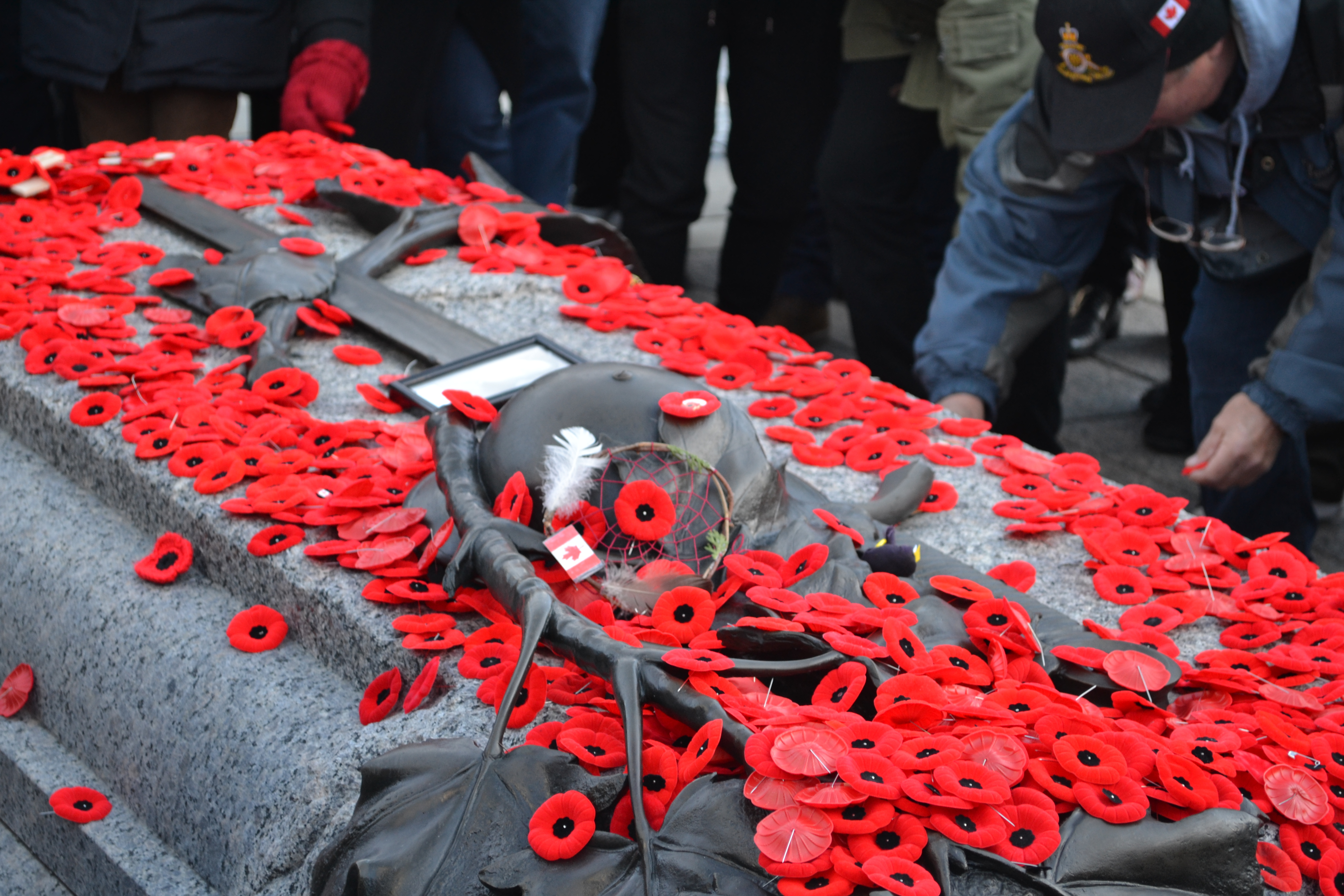
リメンブランス・デーの記念式典の際、リメンブランス・ポピーで飾られたオタワにある無名戦士の墓

2000年、全国的な戦没者追悼式が挙行されるオタワの国立戦争記念碑の中に無名戦士の墓が作られて以降、式典の終了後に参列者がポピーを墓に献花するという新たな伝統がはじまった。公式の式次第には含まれていないものの、他の軍事関連慰霊碑における式典にも波及していった。
1949年にカナダに編入されたニューファンドランド・ラブラドール州においては、ニューファンドランド独自の追悼象徴花だったワスレナグサにとって替わる形でリメンブランス・ポピーが用いられるようになった。ワスレナグサは最近ニューファンドランドの軍事関連の慰霊行事において復権しつつあるが、依然としてリメンブランス・ポピーの優位は継続している。

### ニュージーランド

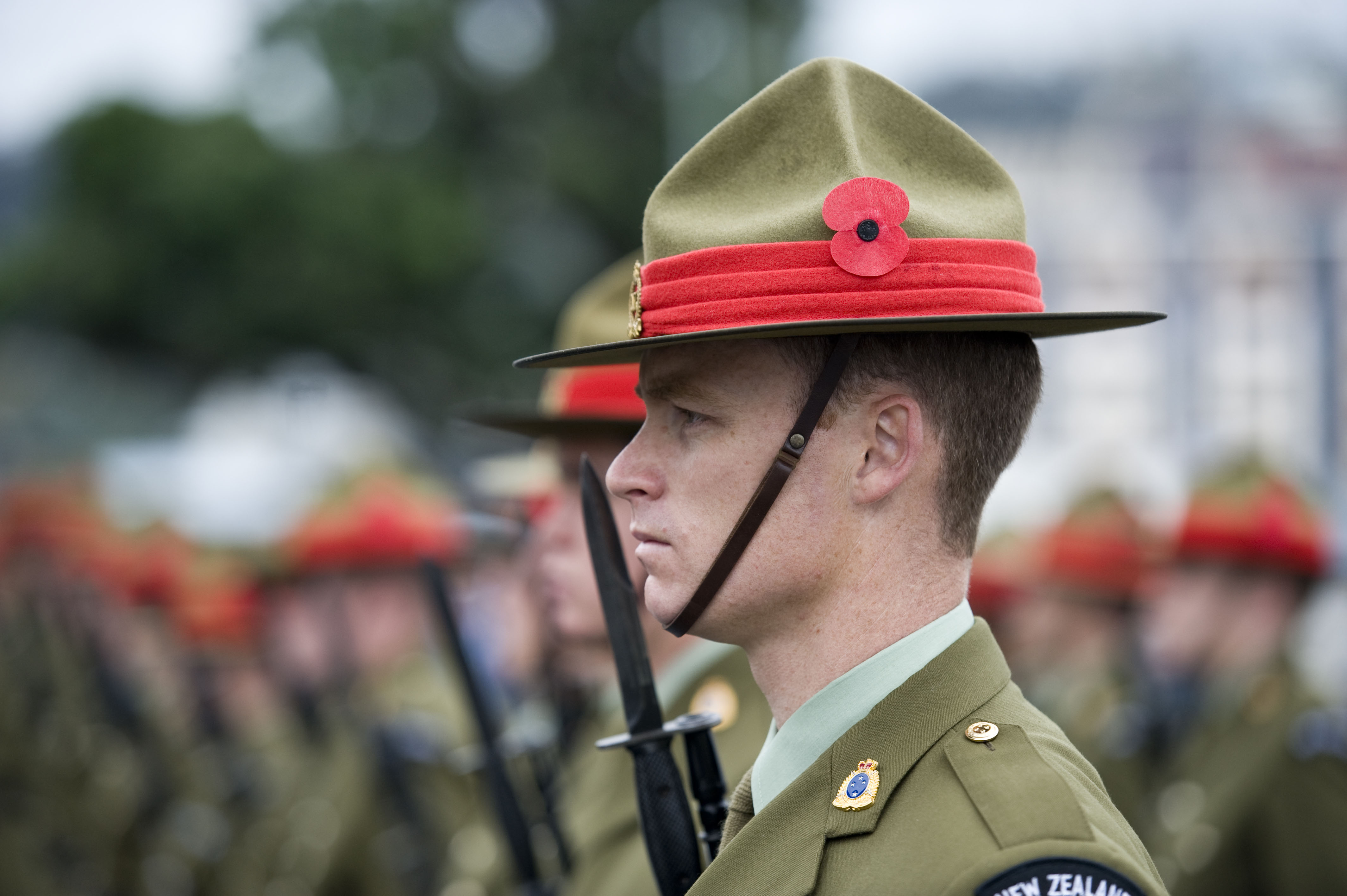
キャンペーン・ハットにリメンブランス・ポピーをつけたニュージーランド軍の兵士

ニュージーランドにおいては、一般的に4月25日のANZACの日にニュージーランド軍の戦没者を追悼するためにリメンブランス・ポピーが着用される。また、ニュージーランド帰還軍人奉仕協会の募金によって配布されたポピーはリメンブランス・デーの時にも着用される。1921年、協会は休戦記念日に他国と同様にポピーの日の行事を行うつもりだったが、フランスからポピーを載せた船の到着が間に合わなかった。そのような理由から協会は1922年のANZACの日まで延期する事を余儀なくされた。このはじめてのポピーの日の行事は成功におわった。寄付された金額の多くは、貧窮した兵士と家族に寄付され、余った分はフランス北部で戦禍に苦しむ地域への連帯としてフランス児童連盟に寄付された。
ポピーの日がはじまった後、第二次世界大戦の間には大きな寄付記録が記された。1945年には75万個のポピーが配布された。これは国の人口の半分に相当する数だった。

### パキスタン
毎年11月11日に「グレート・ウォー・カンパニー」によって内々に式典がおこなわれており、その際、第一次世界大戦を戦った英印軍の兵士らの末裔たちが赤いポピーを身につける。

### 南アフリカ
2000年代、リメンブランス・ポピーに対する関心が高まった。2011年11月のチャールズ皇太子の南アフリカ訪問後、南アフリカ退役軍人連盟にはポピーを求める人々からの電話が急激に増加した。この年、南アフリカ退役軍人連盟はイギリス在郷軍人協会のポピー工場から30万本以上のポピーの供給を受けた。

### 韓国
リメンブランス・ポピーは、リメンブランス・デーに釜山のUN記念公園で開かれる追悼式典の際、朝鮮戦争の韓国と国連軍の兵士を称えて着用される。ポピーの着用はカナダ軍の退役軍人であるヴィンセント・コートネイによって提案された。

### イギリス

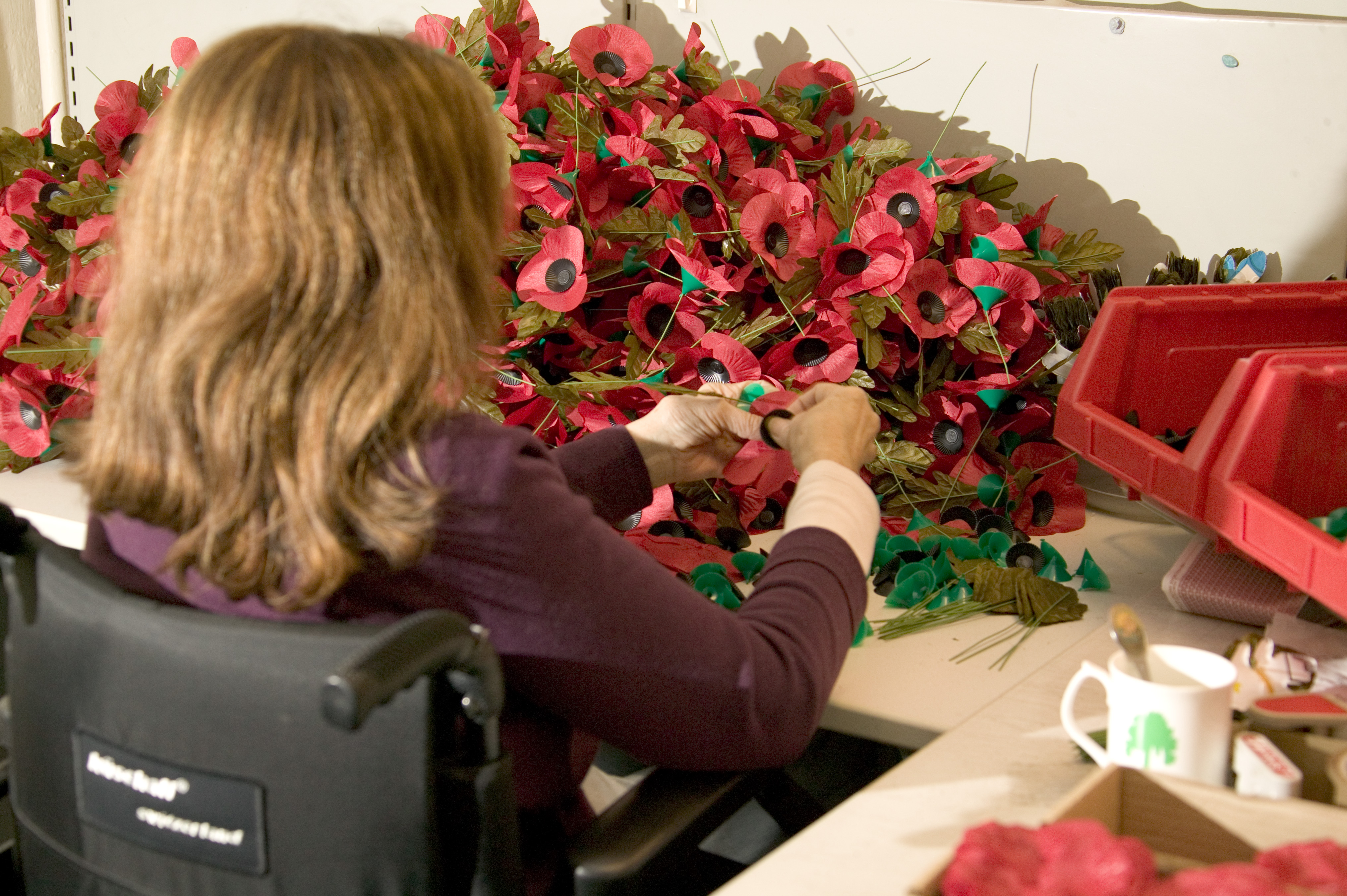
ロンドンにあるイギリス在郷軍人協会のポピー工場でリメンブランス・ポピーを作るボランティア、工場ではイングランド、北アイルランドそしてウェールズで配られるリメンブランス・ポピーを作りだしている

イギリスでは、リメンブランス・デーの数週間前からイギリス在郷軍人協会（RBL）のボランティアによってリメンブランス・ポピーが街中で販売されるようになる。イギリスにおけるリメンブランス・ポピーはイギリス在郷軍人協会による登録商標となっている。RBLは「赤のポピーは私たちの登録商標であり、唯一の合法的な使用目的はポピー・アピールによる募金である」と宣言しており、それはリメンブランス・デーの数週間前から募金活動に用いられる。その団体はこれらのポピーは「戦没者を記念し、今日も任務につく人々への支援を示すために身につけられる」と述べた。それ以外のポピーの関連商品は募金活動の継続の一部として、通年販売されている。
イングランド、ウェールズ、北アイルランドで配布されるポピーは、通常の場合、2枚の紙製の花びらと緑の葉がプラスチック製の緑の茎と組み合わせられ、花の中心部の黒色のプラスチックが際立っている。茎にはポピーを服に留めるためのピンとして使われる枝が付属している。通年販売されるポピーは、RBLの主要な財源となっている。ポピーに定価は定められておらず、寄付者が寄せた金額の上下に関わらず配布、もしくは募金者が金額を提示する事もある。1994年までポピー中心部の黒いプラスチックには「ヘイグ・ファンド」と刻まれていたが、今は「ポピー・アピール」に変わっている。スコットランドでは、スコットランド・ヘイグ伯爵基金がポピーの製造や配布にあたっている。スコットランド・ヘイグ伯爵基金が作るポピーは、イギリス在郷軍人協会によるそれとは多少意匠が異なっている。スコットランドのポピーは4枚の縮れた花びらから構成されており、葉や茎がない。

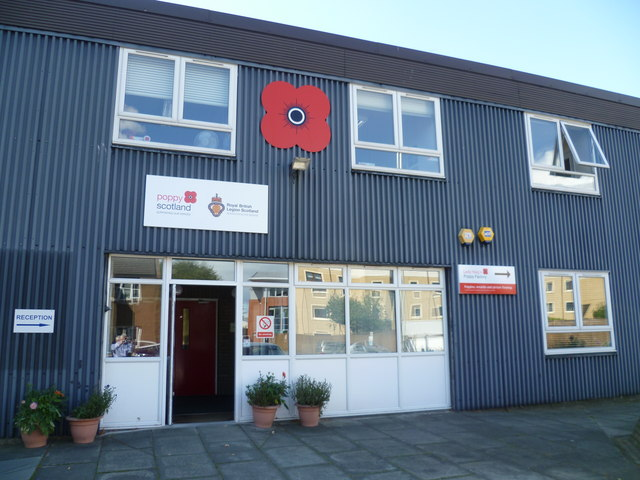
エジンバラのヘイグ夫人ポピー工場、この工場ではスコットランドにおいて配布されるリメンブランス・ポピーが生産されている

RBLのポピーは、リッチモンドのポピー工場で、年間数百万本のポピーが約50人のイギリス軍の傷痍軍人によって作られている。スコットランド・ヘイグ伯爵基金が配布するポピーは、エジンバラのヘイグ夫人ポピー工場で作られている。
2010年、ポピー工場では約4,800万本のポピーが製造され、そのうちの4,500万本がイングランド、ウェールズそして北アイルランドにおいて配布された。残りの300万本のポピーは約120か国に向けて送られた。海外のイギリス大使館やイギリス人コミュニティが主な送り先だった。2011年、スコットランドでは年間約500万本のポピーが配布された。

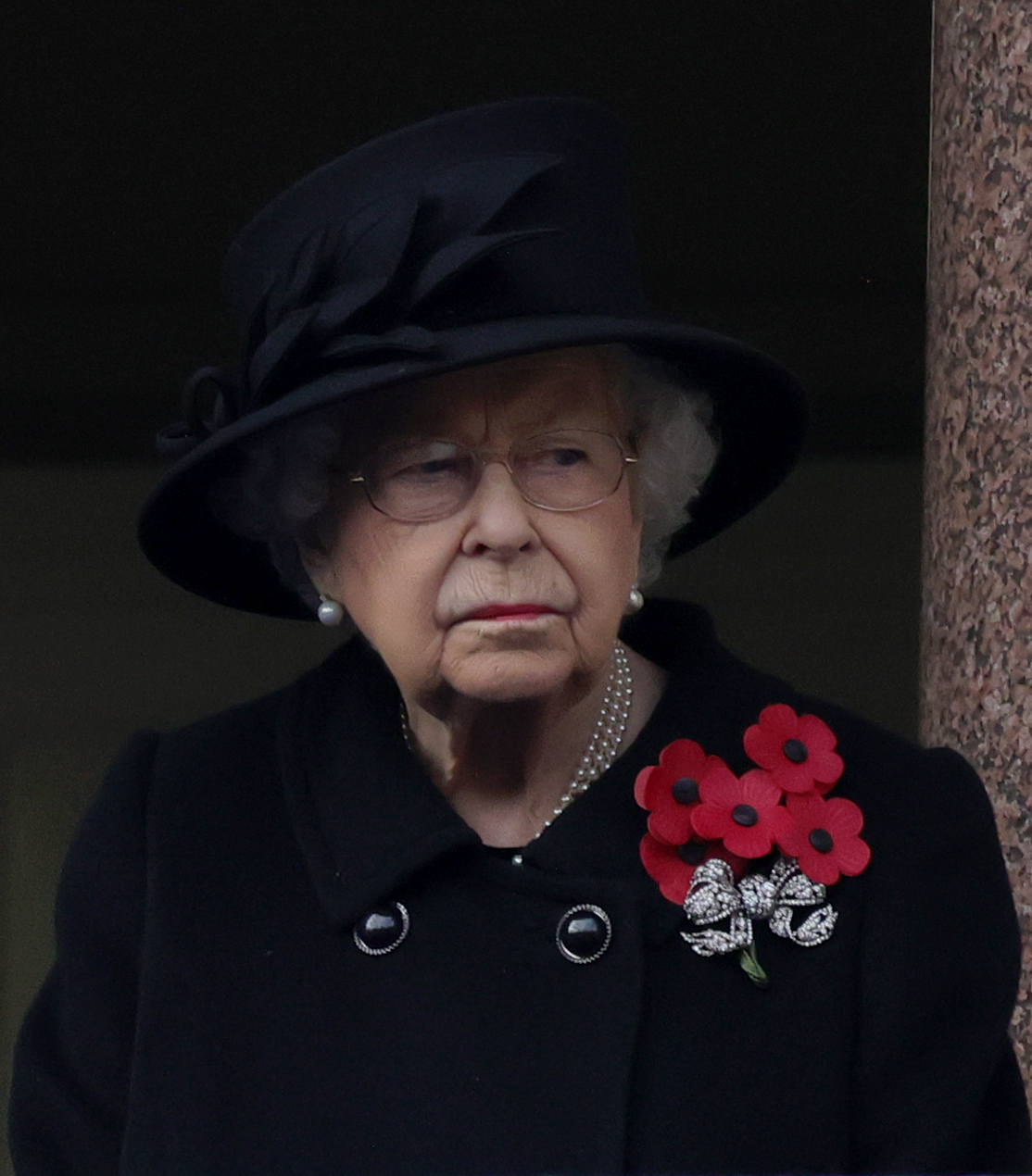
リメンブランス・デーの数日前にあたるリメンブランス・サンデーにリメンブランス・ポピーを身につけるイギリス女王エリザベス2世

第一次世界大戦が終結してから数年の間、ポピーはリメンブランス・デーの時のみに着用されていた。今ではRBLによるポピー・アピールは、イギリスにおけるその他のどの募金活動よりも高い知名度がある。例年10月下旬から11月中旬にかけてポピーは、広範に見られるようになり、一般人、政治家、イギリス王室およびその他の公人によって身につけられる。この時期、巨大なポピーの看板は、バス、地下鉄、飛行機ばかりか街頭、看板、公共施設、ランドマークにおいても見かけられるようになる。ポピーは多くの新聞や雑誌の表紙にも掲載されるようになり、自分のアバターにポピーを加えるSNSのユーザーもいる。毎年、ポピー・アピールの公式ソングのシングル盤が発売される。リメンブランス・ポピーの募金者は、街角およびコンサート、展覧会、マラソン大会をはじめとする競技会など多くの公共イベントで見かけられるようになる。その他にも関連のイベントがおこなわれる。2011年には第二次世界大戦時代の航空機が、サマセットのヨービルの街に6,000本のポピーを投下した。2014年、ロンドン塔の空堀にイギリス帝国兵士の第一次世界大戦における戦死者数と同数の888,246本のセラミック製ポピーを敷き詰めた、インスタレーションである『血が流れる大地そして赤い海』が作られた。
イギリス在郷軍人協会は、許可なく多くの商品やサービスにポピーが用いられる事を避ける目的で、2000年以降イギリスにおいて商標登録をおこなっている 。
イギリス在郷軍人会によるポピー・アピールは数十年間にわたって論争の対象となっており、イギリス陸軍の退役軍人を含む一部の人々は、このシンボルがイギリスの軍事的干渉への支持を集める目的で過剰に用いられており、公人はポピーを着用するよう圧力を受けていると主張している。

#### 北アイルランド
毎年、イギリス在郷軍人協会は北アイルランドでもポピー・アピールをおこなっており、2009年には募金の額が100万ポンドを超えた。北アイルランドでのポピーの着用は物議を醸している。それは政治的、英国民意識の象徴にして、イギリス軍に対する支持を表明するものであると見る者が多く存在する。長きにわたりポピーは、ユニオニスト、ロイヤリストの共同体によって保持されてきた。アルスター義勇軍やアルスター防衛同盟などのロイヤリスト準軍事組織も北アイルランド紛争で殺害された隊員を追悼するためにポピーを用いた。

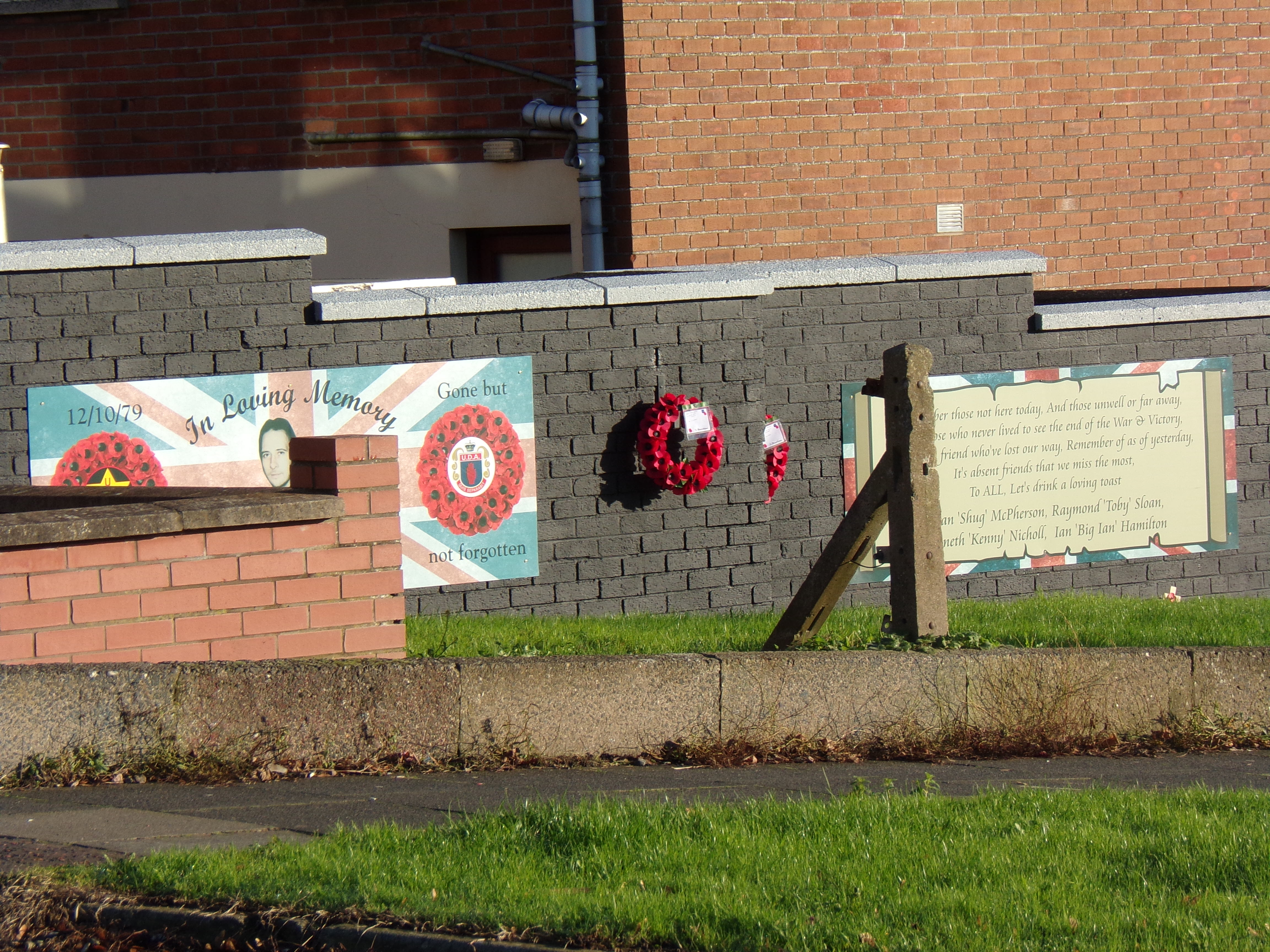
ラーンにあるリメンブランス・ポピーが描かれたアルスター防衛同盟の記念碑

アイルランドのナショナリストや共和主義者の大多数は、ポピーを着用する事を選択しない。彼らはポピー・アピールを、血の日曜日事件などのように民間人の殺害にかかわった兵士や、北アイルランド紛争の間のバナー作戦
の際にグレナン・ギャングをはじめとする非合法なロイヤリスト準軍事組織と通じていた兵士に対する支援であると見ている。アイルランドのナショナリスト組織や殺害被害者の遺族による組織は、BBCに対してすべてのテレビ司会者がポピーを身につけなければならないとする方針の撤回を求めている。彼らは北アイルランドの職場においては政治的シンボルの掲示が禁じられているはずなのに不公平であると主張する。また、彼らは、公的資金によって運営されるBBCはコミュニティのすべての反映でなければいけないと説く。同じようにレラティブズ・オブ・ジャスティスのディレクターは北アイルランド警察庁の警官によるカトリック居住区におけるポピーの着用を「イギリス陸軍の行為を考えるにつけ、わが共同体の大多数にとって不愉快な物である」と非難した。アイリッシュ・インデペンデント紙は、ポピーの販売で集まった「かなりの額」の資金が「狂気の将軍の記念碑や戦争エリートのための老人クラブの建設」に使われていると非難した。

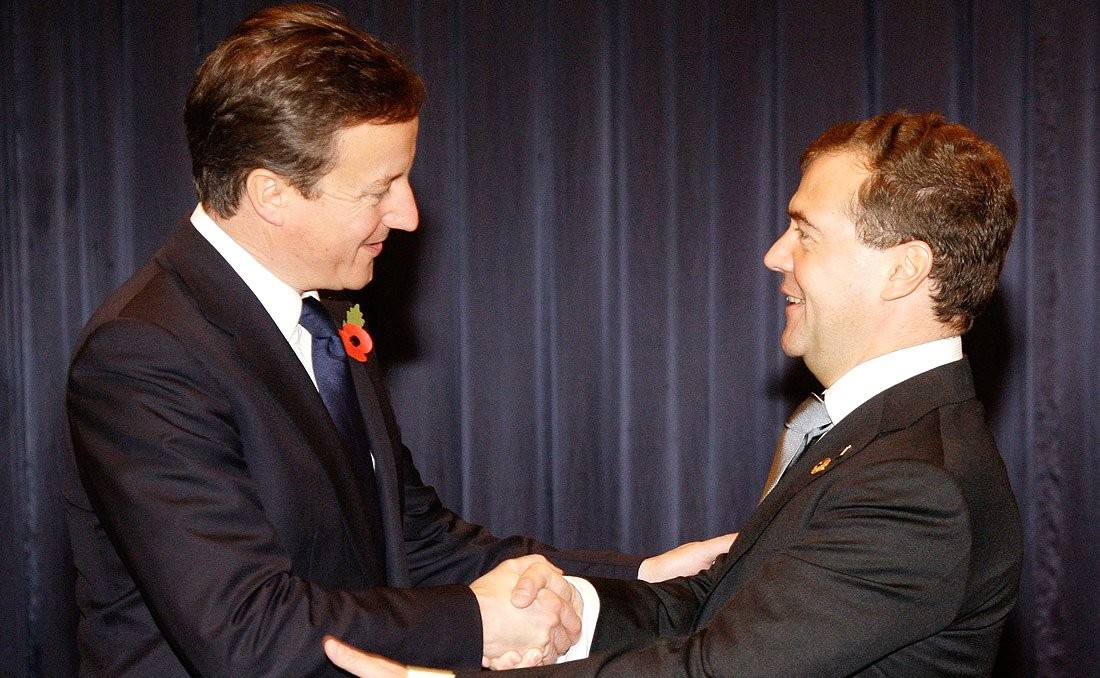
リメンブランス・ポピーを着用するデーヴィッド・キャメロン英首相（左）、2010年

2010年のリメンブランス・デーに社会民主労働党のマーガレット・リッチーがナショナリスト政党の党首としてはじめてポピーを身につけた。

### イギリス連邦加盟国以外の国々
イギリス在郷軍人協会とカナダ在郷軍人協会は、英連邦加盟国以外の複数の国々に向けてリメンブランス・ポピーを配布している。イギリス在郷軍人協会のポピー工場は、現地のイギリス大使館や在外イギリス人コミュニティを主な対象として、300万本のポピーを120ヵ国以上に配布した。また、RBLは香港を含む海外支部にもリメンブランス・ポピーを配布している。カナダのリメンブランス・ポピーは駐韓カナダ大使館を含む複数の国々の大使館でも配布されている 。
イギリス連邦以外の国の退役軍人組織も、独自に彼らのリメンブランス・ポピーを作り、配布している。

#### アルバニア
アルバニアで70度目の解放記念日に開催された記念式典の際、エディ・ラマ首相を含む政府関係者が、リメンブランス・ポピーを着用した。

#### アイルランド

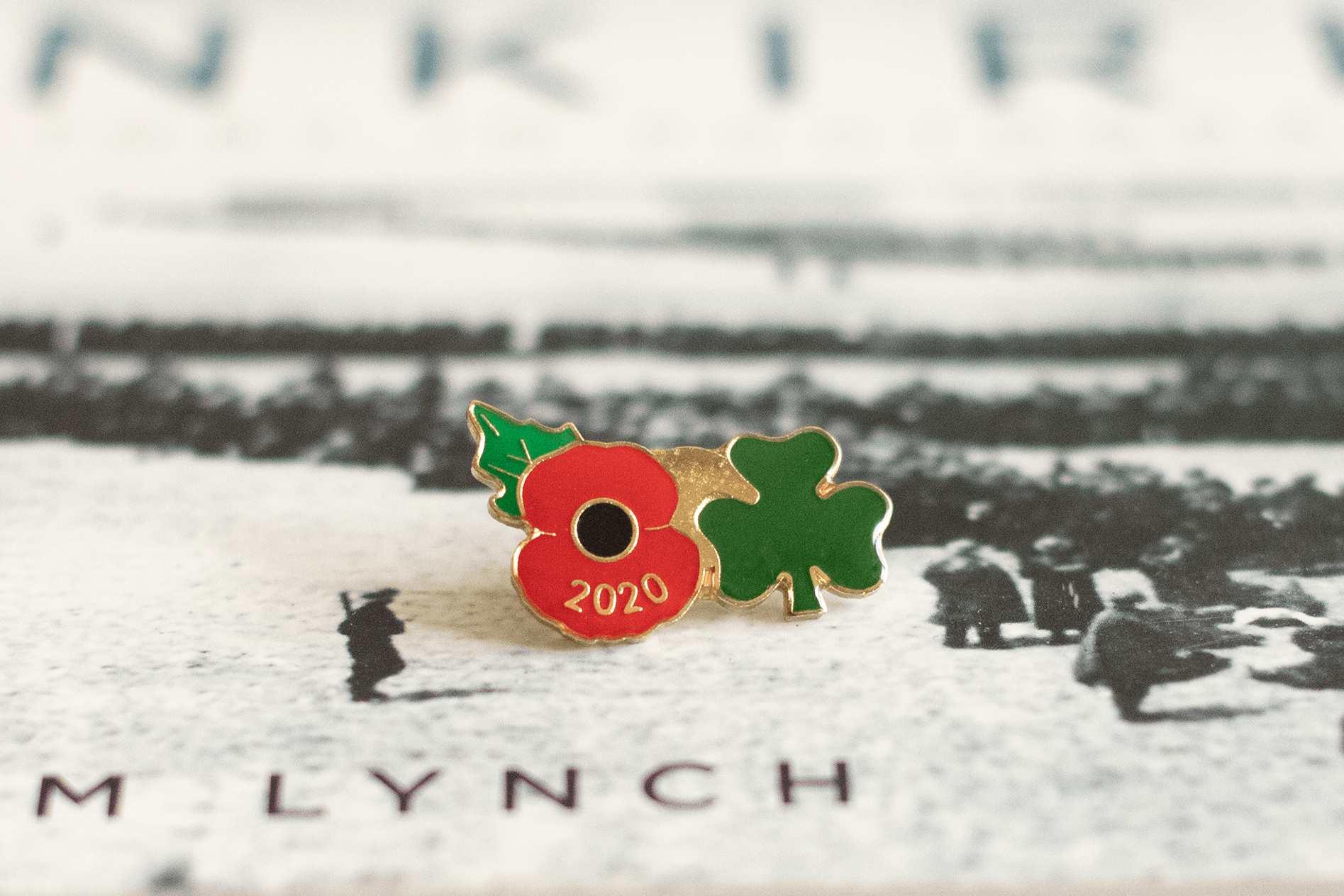
RBLのアイルランド支部による2020年のシャムロック・ポピーのピン

第一次世界大戦の間、アイルランド全体がイギリスの一部であり、約20万人のアイルランド人の男たちがイギリス軍の一員として戦った（アイルランドと第一次世界大戦）。第二次世界大戦の間、中立政策をとった独立アイルランドから7万人の国民がイギリス軍に加わり、ダブリン大学のトリニティ・カレッジの戦没者名簿には、戦争で死んだ3,617人が記録されている。イギリス陸軍はアイルランド共和国における勧誘活動が拒まれているが、共和国側に存在するRBLの支部は、ダブリンのセント・パトリック大聖堂において献花をおこなっており、式典にはアイルランド大統領も参列している。
共和国には、7月にすべての戦没したアイルランド人を追悼するための独自の国家記念日が存在する。他のイギリス連邦非加盟国と同様にポピーの着用は一般的ではなく、主要な記念行事の際にも登場しない。これは、アイルランド独立の対抗者として戦闘を繰り広げたイギリス軍の役割や、アイルランド独立戦争および北アイルランド紛争における一部の行為が原因となっている。
ポピーは独立戦争が終わってからの数年間、アイルランドのナショナリストがイギリス帝国主義の挑発的な象徴と見なした事で特別に物議を醸す存在だった。ダブリンではイギリス在郷軍人協会員の歩行者が襟からポピーを奪い取られ、しばしば取っ組み合いの騒ぎになった。対抗策としてポピーを身に着ける者の中にはポピーの中にカミソリの刃を忍ばせる者もいた。1930年代以降はダブリンにおけるポピーの日はその暴力的な側面が減少した。しかし、その後の数十年間の間にこのシンボルを身に着ける事も一般視されなくなった。
2017年、レオ・バラッカー首相は、ドイル・エアランでアイルランドの首相としてはじめてシャムロック・ポピーを身に着けた。

#### ウクライナ

2014年以降ウクライナで用いられる追悼のシンボル

ウクライナの人々は、2014年からナチスへの勝利と第二次世界大戦の戦没者に対する追悼の象徴としてポピーを着用している。それは親露分離主義者やロシアの軍事侵攻と関連づけられるようになった聖ゲオルギー・リボンに取って代わった。ポピーのデザインはセルヒー・ミシャキンによっておこなわれ、「1939-1945 二度と繰り返さない」というスローガンが加えられている。

#### アメリカ合衆国

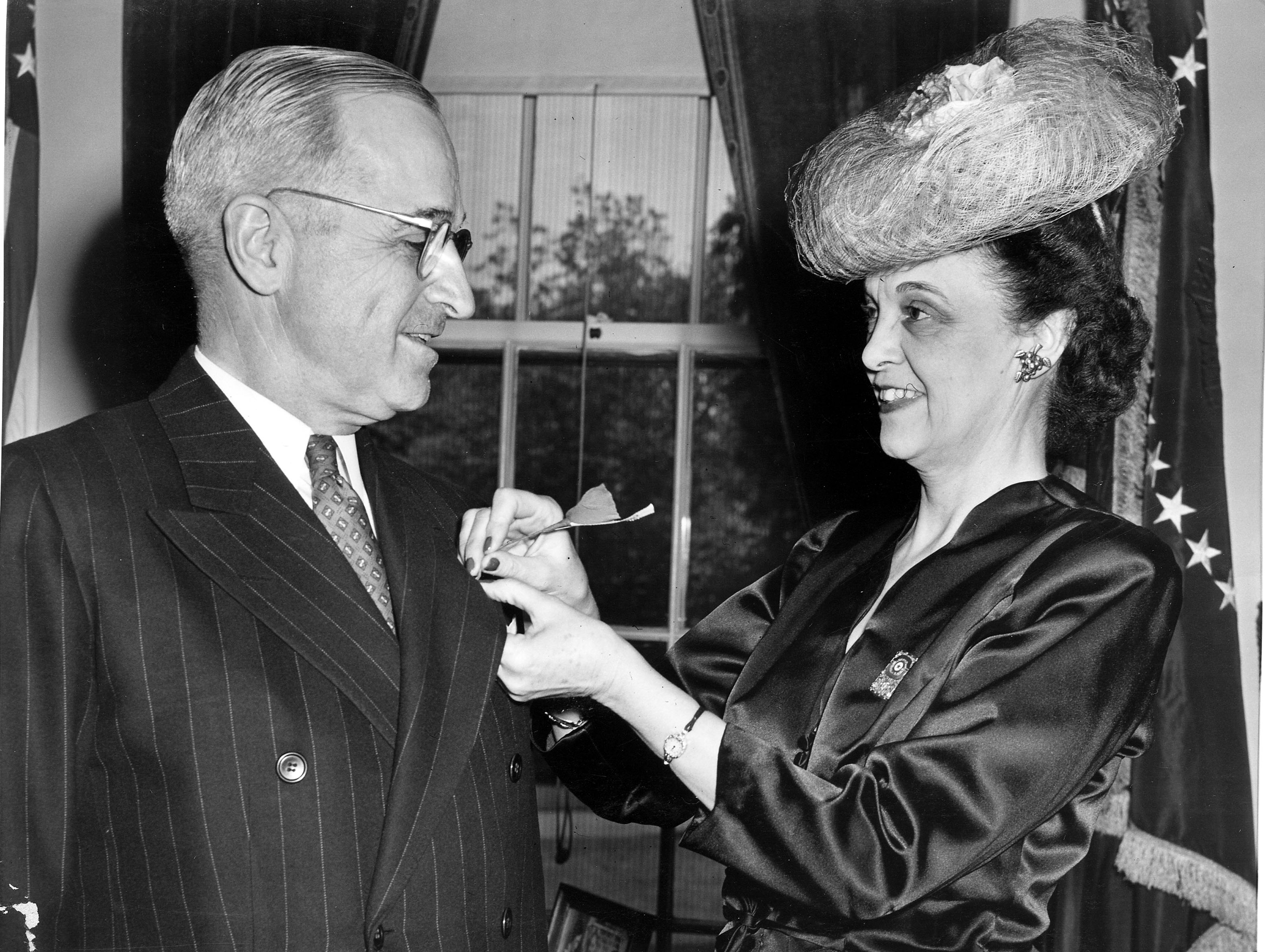
アメリカ在郷軍人補助組織の会長からリメンブランス・ポピーを贈られるハリー・S・トルーマン米大統領

1922年の戦没将兵追悼記念日を控えた時期に、対外戦争退役軍人協会が、合衆国におけるリメンブランス・ポピーの全国レベルの配布をおこなった。1920年、アメリカ在郷軍人協会はポピーを公式追悼花に指定したが、全国的な配布をはじめたのは1924年になってからだった。アメリカ在郷軍人補助組織は、戦没将兵追悼記念日や復員軍人の日の前後、寄付者に対し、縮れた紙で作られたポピーを配布している。
1920年代以降、アメリカでリメンブランス・ポピーが用いられる場は減少を続けていたが、戦没将兵追悼記念日には時々リメンブランス・ポピーが着用される事もある。復員軍人の日にはリメンブランス・ポピーでなく、赤・白・青の三色からなるリボンが着用されている。

## シンボルの文化への波及

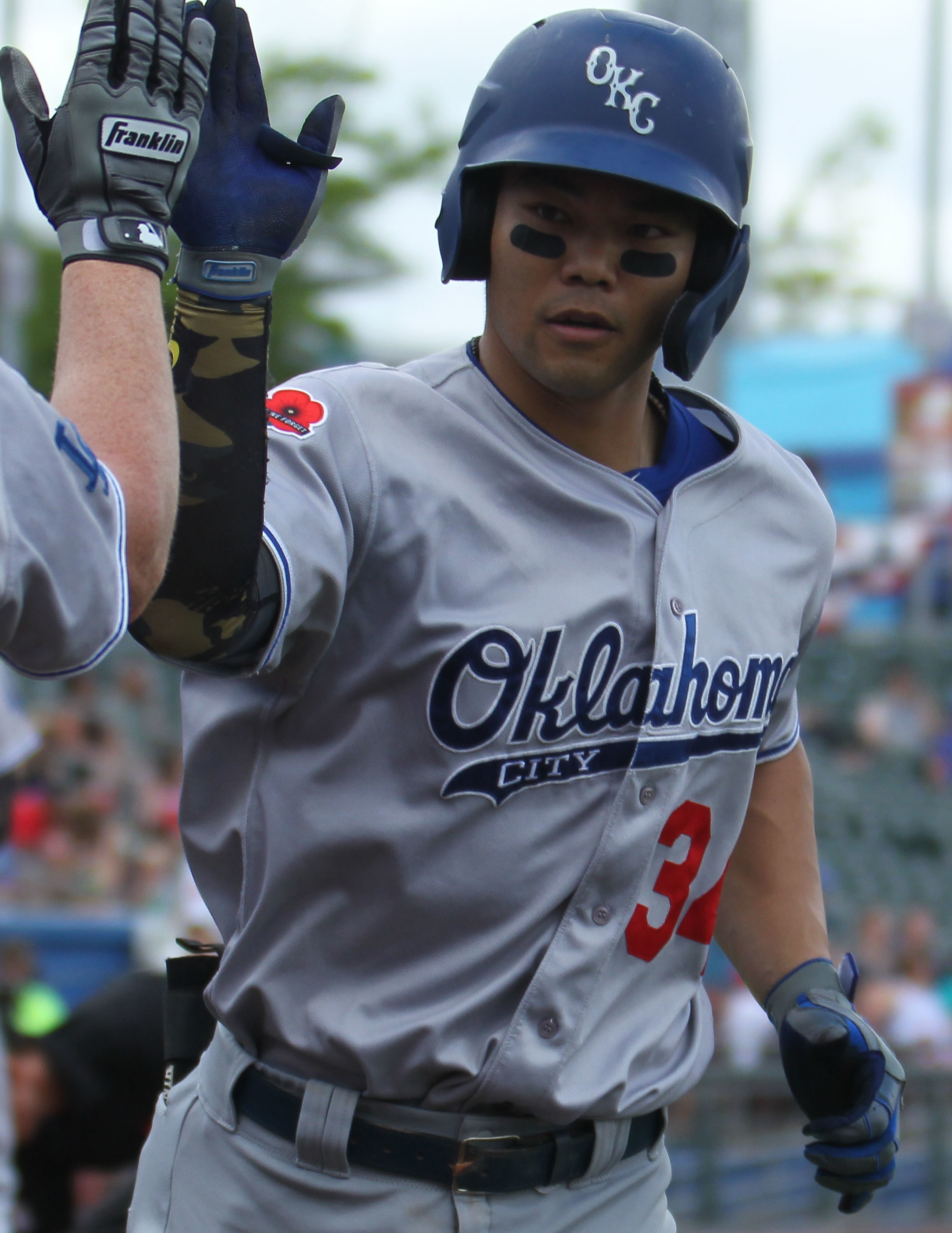
戦没将兵追悼記念日を記念してポピーのパッチをユニフォームに着けて試合に臨むオクラホマシティ・ドジャースの選手

複数のプロスポーツリーグは、リメンブランス・デーを記念してユニフォームにリメンブランス・ポピーのシンボルを描いた。イギリスの多くのプロサッカー・クラブによってリメンブランス・ポピーを描いた特別版のシャツが作られる。カナダのプロとジュニアのアイスホッケーチームは彼らのヘルメットにリメンブランス・ポピーが描かれたステッカーをつける。また、リメンブランス・ポピーのパッチは、アメリカのメジャーリーグやマイナーリーグベースボールのチームでも身に着けるが、リメンブランス・デーではなく5月の戦没将兵追悼記念日の際に着用される。
2007年、エア・カナダはカナダ在郷軍人協会とのパートナーシップにもとづき、20機のジェット機の機体にリメンブランス・ポピーのシンボルを描いた。

## 論争と抗議運動

### カナダ
2016年11月、エア・カナダはスタッフに対し、制服着用中はポピーの装着を見合わせる事を「強く推奨する」という社内メモを発した。従業員や労働組合の反発を受けて、数時間後に発せられた2つ目のメモにおいて、前回のメモを撤回し、会社は「ポピーの装着を支援」するとした。
2019年11月、ホッケー・ナイト・イン・カナダの放送中、著名なアイスホッケー解説者であるドン・チェリーは、トロントの新移民と思われる人々がリメンブランス・ポピーを装着している姿はめったに見られないと批判して、物議を醸した。彼の発言は、アイスホッケー界からの広範な非難を呼び起こし、カナダ放送基準評議会には彼に対する申し立てが数件寄せられた。後にチェリーは彼の発言によってスポーツネット社を解雇された。
2020年11月、アメリカに本拠を置くグロサリーチェーンであるホールフーズ・マーケットは、同社のユニフォーム・ポリシーの改定によって定められた「大義を支援するシンボル」を着用しないとする指針に不適合であるとして、カナダ国内14店舗の従業員に対し、リメンブランス・ポピーの着用を禁じた。ジャスティン・トルドー首相、ローレンス・マッコーリー退役軍人問題大臣、ダグ・フォードオンタリオ州首相をはじめカナダ在郷軍人協会の複数の支部からの抗議を受け、数日後、ホールフーズはポピーに関する決定を撤回した。

### イギリス
1993年、イギリス在郷軍人協会は、戦争に反対するメッセージを伴うコンピュータゲーム『キャノン・フォッダー』のカバーイラストにポピーが描かれる計画である事を問題視した。イギリス在郷軍人協会と一部の政治家は「何百万の人々を不快にさせる怪物的な物である」と難じた。販売元はゲーム発売前にカバーイラストの変更を余儀なくされた。

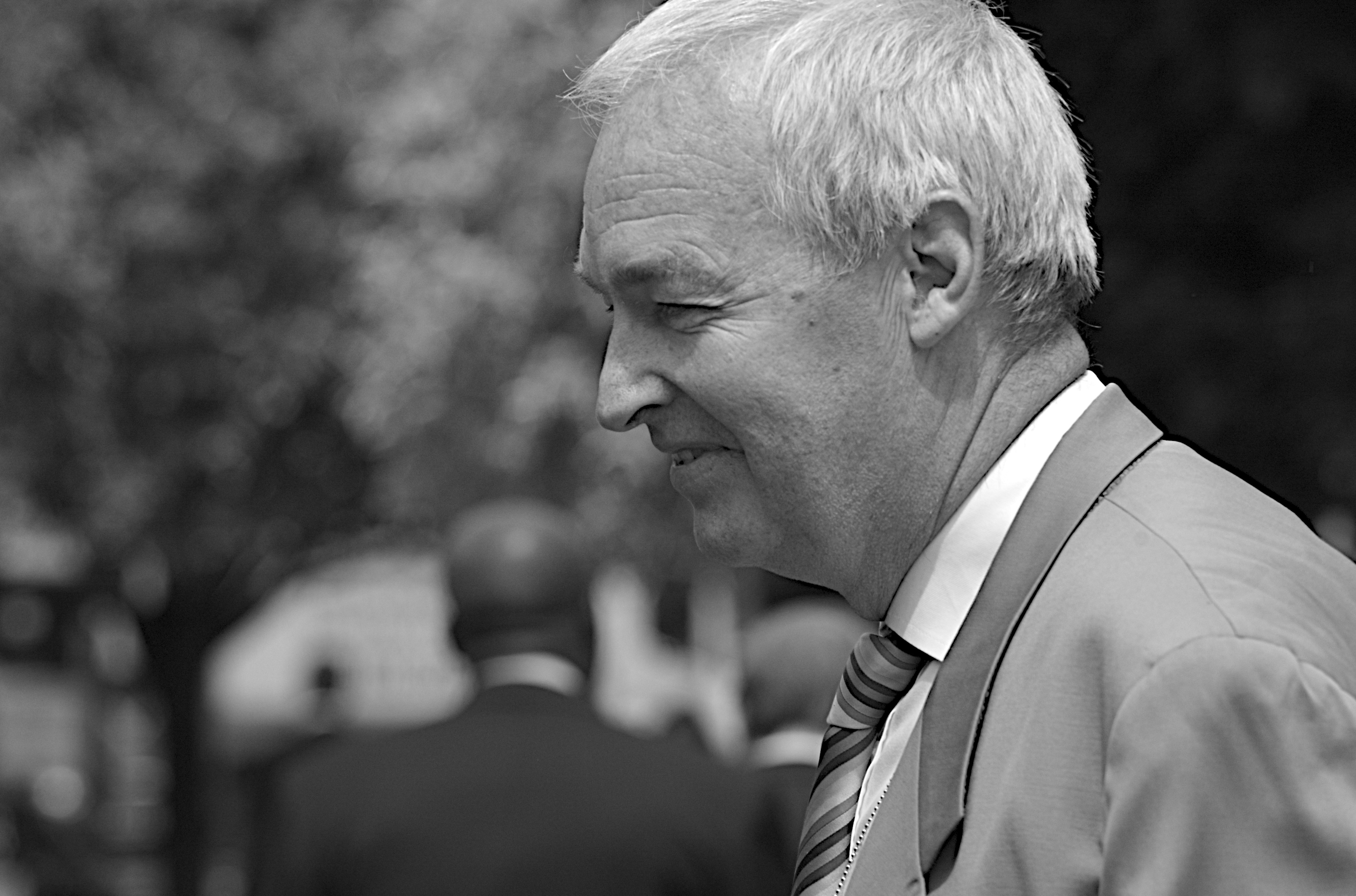
2007年のジョン・スノー、チャンネル4のニュース朗読者は、その前年に彼が受けたリメンブランス・ポピーの着用を求める圧力を「ポピー・ファシズム」と呼んで物議を醸した

イギリス国内において、ポピー・アピールについての論争が広がっている。イギリス陸軍の退役軍人を含む複数の人々は、ポピー・アピールは過剰な物になり果てていて、イギリスの軍事政策の支持を募るために利用され、公人がポピーの着用を強制されるようになっていると主張した。2006年、チャンネル4のニュース朗読者であるジョン・スノーは、ポピーの着用をめぐる圧力を「ポピー・ファシズム」と表現した。2011年、コラムニストのダン・オニールは、「ポピーは10月中旬に芽吹くが、司会者と政治家は着用一番乗りを競い合うかのようだ。ポピーを身に着けない事は戦没者に無配慮で、裏切者にひとしい非国民じみた行為と解される」と書いている。宗教NPO「エレクシア」のジョナサン・バートリーは、「イギリスの公人たちは、信仰じみた証として赤いポピーを身に着ける事を、多くの場合求められている。赤いポピーにはポリティカル・コレクトネスが宿っている」と述べた。2011年、ジャーナリストのロバート・フィスクは、ポピーが季節性の「ファッション・アクセサリー」になり果てており、人々が「社会的もしくは労働上の理由から、自らの愛国心を手軽に表現する道具として、ポピーを仰々しく着用している」と難じた。
2010年、イギリス陸軍の退役軍人グループは、ポピー・アピールが過剰で趣味の悪いものになっており、イギリスの軍事政策への支持を集めるために利用され、人々がポピーを着用するよう圧力を受けているとする公開書簡を発した。2014年に同じグループは公式の式典に替わる代替の式典を開いて抗議活動をした。彼らは、「二度と繰り返すな」というスローガンが書かれた横断幕を掲げ、ホワイト・ポピーを持ちながらザ・セノタフまで行進した。彼らの服には第一次世界大戦の参戦者で最後まで生き残ったひとりであるハリー・パッチの言葉である「戦争は組織的殺人」というスローガンが書かれていた。
2010年のリメンブランス・デーに北京を訪れたデーヴィッド・キャメロン英首相は、中国当局よりポピーを着用しないよう要請されたが拒んだ。当局は19世紀中旬におこなわれたアヘン戦争が原因で、ポピーの装着を挑発的な物であると見なした。
2010年にロンドンで開かれたリメンブランス・デーの式典は、イギリス軍によるアフガニスタン・イラク駐留に反対する十字軍に反対するムスリムたちグループのメンバーによる妨害を受けた。彼らは巨大なポピーを燃やし、2分間の黙祷中に「イギリス兵は地獄で燃えろ」というシュプレヒコールを唱え続けた。デモ隊のうちの2名が逮捕され、脅迫罪により起訴され、ひとりが罰金50ポンドの有罪判決を受けた。同グループは2011年にも抗議活動を予定していたが、その前の日に内務大臣による禁止命令が出された。2014年、ムスリムの女性たちにポピー柄のヒジャブの着用を奨励するキャンペーンがはじめられた。ムスリムがイギリスに対する忠誠を表明する事を求める「覆い隠された忠誠試験」であると難ずる声もあった。一部の極右集団がポピーをイギリスのナショナリズムの象徴として祭り上げる一方で、一部のムスリムのイギリス人がポピーを「西洋帝国主義の象徴」として拒んでいる事が、議論の背景に控えている。
2011年11月、ポピーを燃やす2名の青年の写真がFacebookに投稿された後、北アイルランドで複数の逮捕者が出た。写真を警察に通報したのはRBLの会員だった。翌年、焼けるポピーの写真をFacebookに投稿したカンタベリーの若い男が、悪意のコミュニケーション法違反の容疑で逮捕された。
2012年、ベルファストにあるパブ、ザ・ノーザン・ホイッグがリメンブランス・ポピーを装着した男性の入店を拒んだ事をめぐって論争が起こった。店のオーナーは謝罪したが、北アイルランド平等委員会(ECNI)の支援を受けた客は、この案件を法廷に持ち込んだ。この案件は「ポピーは特定の政治的・宗教的信条と直接結びつく物ではないが、北アイルランドにおいては、歴史的にプロテスタントやユニオニストの共同体と深く結びついていた」とするECNIの見解を認めた判決として重大な意義を持つ物になった。
2018年、インデペンデント紙は、イギリス在郷軍人協会とヘイグ夫人ポピー工場の両者が、2015年以降、司法省の商業部門であるワン3ワン・ソリューションズと契約を結び、フォード刑務所の受刑者がポピーの緑の茎と花の中央部の黒いプラスチックボタンの製造に携わる事で、週平均10ポンドの報酬を得ていると報じた。また、RBLはホワイトムーア刑務所と契約を結び、受刑者が募金を集める缶やバケツ、箱やトレイを直していた事も認めた。RBLとスコットランドのリメンブランス・ポピーの製造に受刑者が携わっていた事が明らかになった事は物議を醸し、慈善団体「窮乏との戦い」の事務局長は「安い労働力の搾取」と評し、ホレシー・ベイ刑務所の独立監視ボードの委員を務めていたフェイス・スピアは、刑務所で典型的におこなわれる、繰り返しの未熟練労働を「心が麻痺する精神的拷問」と評して論議を呼んだ。

#### メディア
イギリスのメディアに登場する著名人は、ポピーを着用しない事を理由に攻撃される。イギリスのジャーナリストでニュース朗読者のシャーリーン・ホワイトは、ポピーを着用せずにテレビ画面に登場した事から、人種差別的・性差別的な中傷に晒された。彼女は「私はある慈善活動がその他の慈善活動に比べて支持されていないと感じさせることを避けるために、テレビ画面上では中立公平である事を選択します」と自らの立場を説いた。ニュース朗読者であるジョン・スノーも同じ理由から、テレビ出演時にポピーを着用しない。彼も非難を受け、彼の目には「ポピー・ファシズム」に見えると難じた。2011年11月、著名な戦時ジャーナリストとして知られるロバート・フィスクは、「襟のポピーをひけらかす者たちは、自らが戦死者を嘲笑している事に気づいているだろうか」と題した、ポピーを着用する事の意味の変遷について論じた個人的な見解を世に問うた。イギリスのすべてのニュース朗読者は、出演時にポピーを身に着ける事が期待されているが、BBCワールドニュースのみは例外で、ニュース朗読者は着用を控えるよう指示されている。BBCは、理由についてこのシンボルの国外における認知度が低いからであると説明している。イギリス在郷軍人協会はこれを批判、ポピーは「国際的な追悼のシンボル」であると主張した。
2020年11月に放映された『ジェレミー・ヴァイン』のエピソードの中で、活動家のフェミ・オルウォールは、以前、スタッフに対して、ブラック・ライヴズ・マターやLGBTの社会運動への支持を表明する事を禁じていたBBCが、新たな公平性ガイドラインで「どのような大義名分があろうが、美徳シグナリングを発する事」に対する警告を定めたにもかかわらず、なぜいまだに番組の司会者にポピーの着用を認めているのかと疑問を投げかけた。

#### スポーツ
リメブランス・デーを控えた時期から当日まで、イギリスのサッカーチームはイギリス在郷軍人協会からの要請により、ポピーのパッチをユニフォームにつけて試合に臨むのが一般的である。これには複数の論争が存在する。

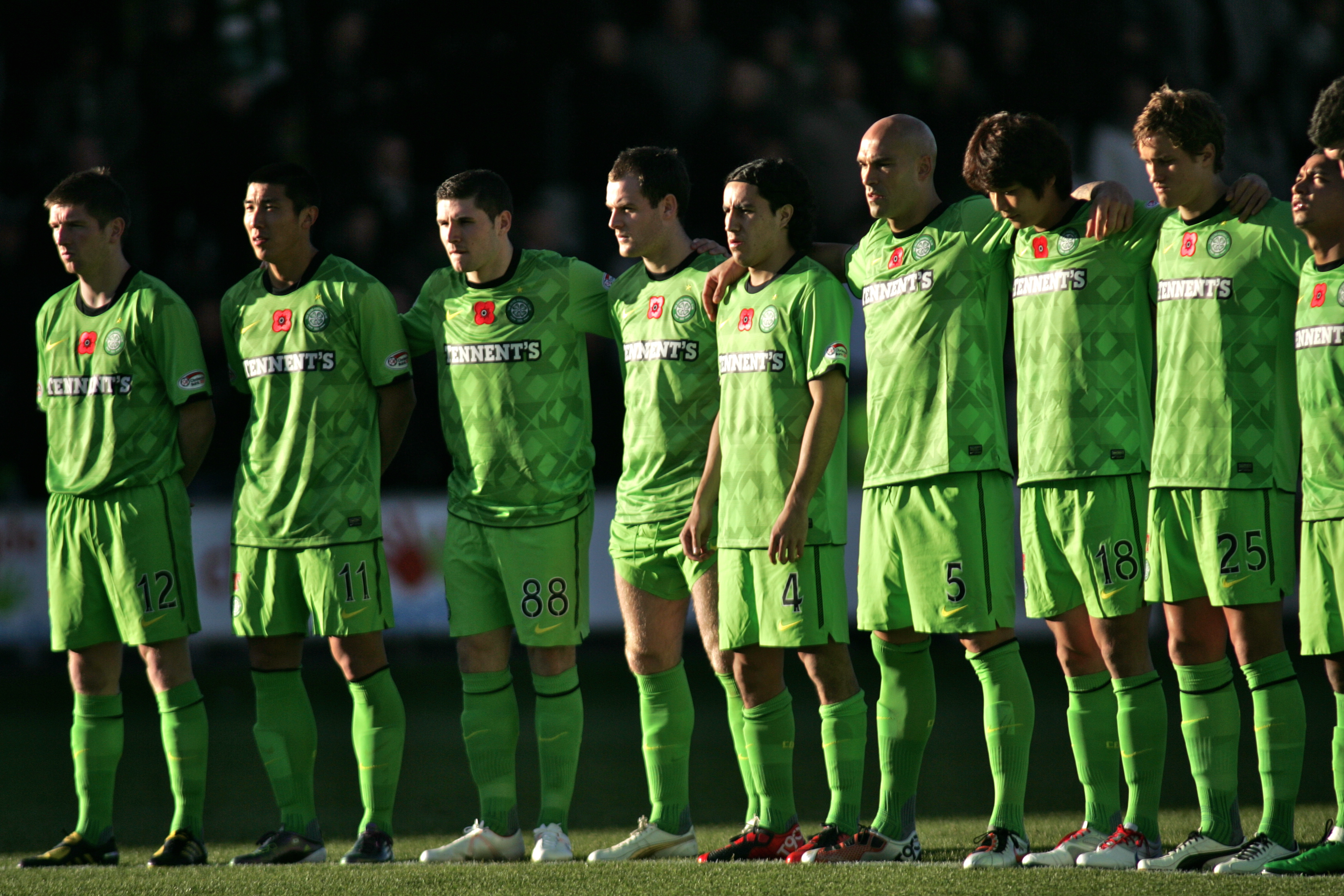
2010年に論争の的になったセルティックFCのように、サッカー・チームはポピーのパッチをつけたユニフォームを着るのが一般的である

2010年11月、セルティックFCとアバディーンFCの試合の際、セルティックのサポーターグループである「グリーン・ブリゲード」が、チームがポピーを身に着けた事に抗議する巨大な横断幕を掲げた。声明の中で、北アイルランドにおけるバナー作戦、アフガニスタン紛争、イラク戦争などを例にあげ「わがグループやセルティックの多くのサポーターは、イギリス軍が英雄の範疇に入るとは考えていないし、多くの紛争における彼らの役割が我々の追悼に値する物であるとも考えない」と述べた。
北アイルランドで生まれ、複数のイングランドのチームに所属したサッカー選手であるジェームズ・マクレーンは、ポピーをつけたユニフォームで試合に臨まなかった事から、2012年以降、殺害予告や暴言に晒されている。マクレーンは、ポピーを身に着けない理由として、ポピー・アピールが北アイルランド紛争に関与したイギリス軍に対する支援であり、彼の地元で血の日曜日事件の際に殺害された人々に対する尊敬を欠く行為であると信じるからと述べている。
2011年11月、サッカーイングランド代表とサッカースペイン代表の試合の際に、イングランドチームのユニフォームにポピーを着ける事が提案された。国際サッカー連盟(FIFA)は提案を却下した。彼らの決定をウィリアム王子が非難した。その後、FIFAはイングランド代表、スコットランド代表そしてウェールズ代表に対し、黒の腕章の上からポピーを着ける事を認めた。
2017年11月11日、2017–18 ウーマンズ・アッシュズ・シリーズの一部として、ノース・シドニー・オーバルでおこなわれたウーマンズ・テスト・マッチの第3日目、クリケットオーストラリア女子代表とクリケットイングランド女子代表の両チームは、第一次世界大戦休戦99周年を記念してポピーを身に着けて試合に臨んだ。
2018 FIFAワールドカップの予選の試合中に、イングランド・スコットランド・ウェールズそして北アイルランドの代表チームがポピーを掲げた事により、罰金の支払いを命じられた。「政治的および宗教的なシンボル」の掲示は、FIFAの規定で禁じられている テリーザ・メイ英首相がこの決定を批判し、ウェールズおよびイングランドの協会が不満の意を表明し、イングランドの協会はスポーツ仲裁裁判所にこの件を提訴すると応じた。
2018年11月、マンチェスター・ユナイテッドFCのセルビア人のミッドフィールダーであるネマニャ・マティッチは、AFCボーンマスとの試合の際、彼のユニフォームにポピーを着ける事を拒んだ。試合の後、マティッチは、ソーシャルメディアで大勢の人々から脅迫された。マティッチは、1999年のNATOによるユーゴスラビア空爆により、彼の村であるヴレロが被害を受けた事を理由として、ポピーを着用しないと述べた。

## その他の記念ポピー

### ブラック・ポピー
1999年のリメンブランス・サンデーの際、イラクに対する制裁や戦争に反対するマージーサイドの集団がリヴァプールのセノタフにブラック・ポピーの花輪を献花した。2014年、ブラック・ポピーは、ストップ・ザ・ウォー連合によって反戦の象徴とされ、グラスゴーで「反軍国主義者」が第一次世界大戦における良心的兵役拒否者を記念して、16,000本のブラック・ポピーを配布した事を表明した。
2010年には異なる主体によって、「ブラック・ローズ・ポピー」を「アフリカ人/黒人/西インド人/カリビアン/太平洋諸島や先住民の集団が16世紀から果たしてきたさまざまな軍事的貢献の象徴」とする事が提案された。2023年のリメンブランス・デーの頃、このシンボルは国王チャールズ3世によって着用された。

### カディ・ポピー
第一次世界大戦休戦100周年の記念の年に当たる2018年に、ジテシュ・ガディアとイギリス在郷軍人協会によって導入されたカディ・ポピーは、第一次世界大戦における分裂前のインドとその他の英連邦各国の150万の人々の貢献に対する特別な敬意を表す事が目的である。これらのポピーの意匠は、マハトマ・ガンディーによるインド独立運動の象徴となった糸車で紡いだ糸から作られた綿布であるカディの花びらになっている事以外は、イギリス在郷軍人協会のレッド・ポピーと同一である。ジテシュ・ガディアは、「カディ・ポピーは第一次世界大戦におけるインド人兵士たちの卓越した貢献を思い起こさせるための、大変象徴的かつ適切な仕草である」と述べた。先祖が参戦した少数民族の共同体に手を差し伸べるポピーの狙いについて、彼は「我々の共同体は我々の運命である。そして、アジア系の現在の世代は自らの父や祖父が単なる移民として来英した訳ではない事を知るべきだ。我々の祖先は自由と民主主義のために戦ったのだ。彼らがその時植民地に住んでいたにせよ、アジア系イギリス人は自らの祖先が世界の運命を形作る上で果たした役目を誇るべきである」と述べた。それはテリーザ・メイ英首相そして、2018年9月のイングランド対インドのテストマッチの際にクリケット選手のジョー・ルートとヴィラット・コーリによって着用された。

### パープル・ポピー
イギリスの
アニマル・エイド

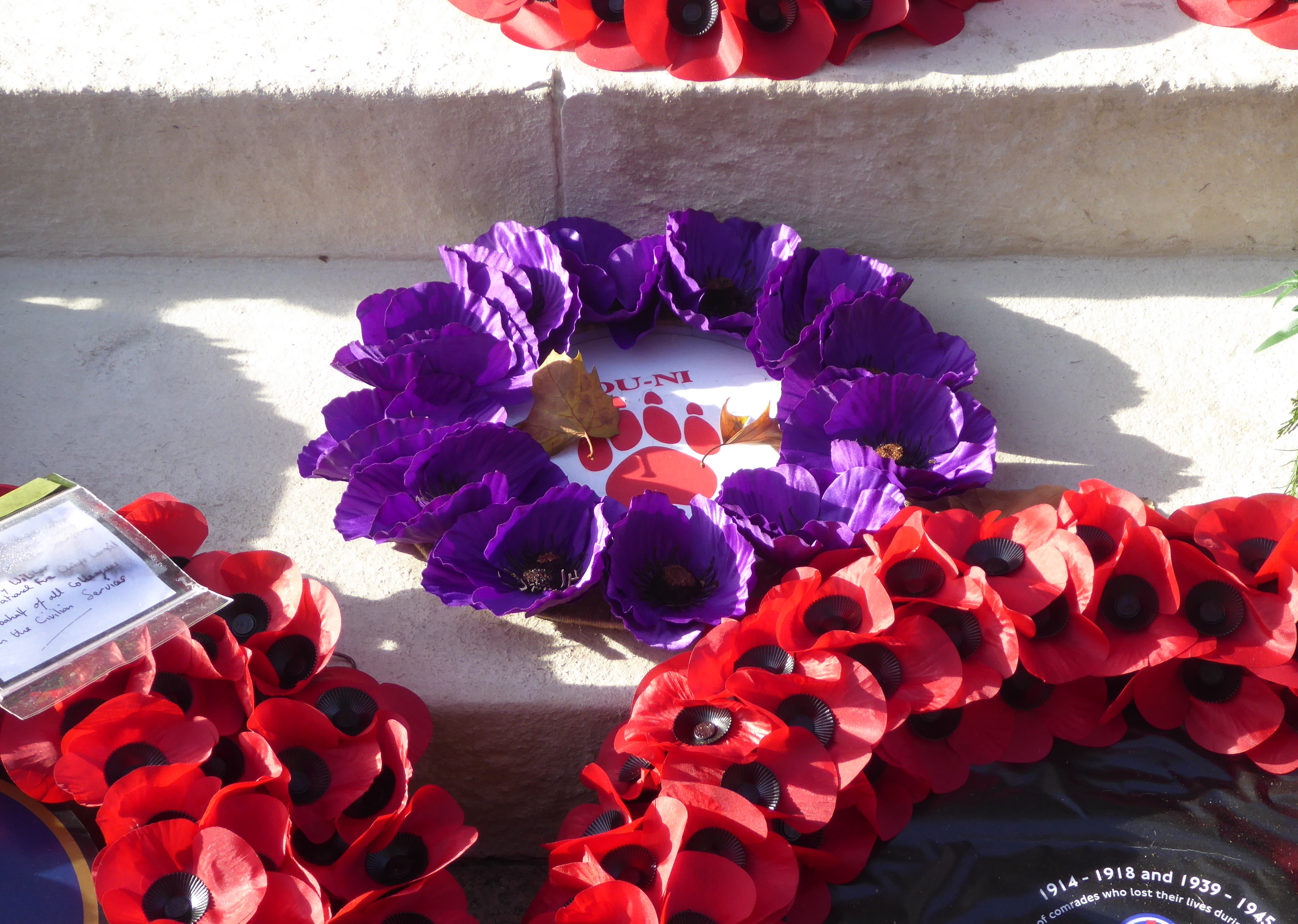
ロンドンのザ・セノタフに捧げられたパープル・ポピーによる花輪

は、戦争の犠牲になった動物を追悼し、人間も動物も戦争の犠牲者であり、今もなお犠牲が続いている事を想起するために伝統的なレッド・ポピーと共に着用可能なパープル・リメンブランス・ポピーを配布していた。昨今、パープル・ポピーは通年着用できる紫色の肉球型のシンボルに替わった。この措置の理由は、ポピーを動物が自ら人間のために命を差し出した事の象徴であると人々が見なしたためである。アニマル・エイドは、人間がはじめた戦争により、搾取的に動物の命が奪われたのであって、自ら判断する事が可能な人間のように動物が命を与えた訳ではないと考えている。

### レインボー・ポピー
2019年、イギリスのeBayにレインボー・ポピーが出品された。イギリス在郷軍人協会は、レインボー・ポピーを公式に承認していない事を確認した。eBayの商品ページにはレインボー・ポピーの売り上げが「慈善事業のために使われる」と書かれていたが、具体的な慈善事業の名前は明らかにされていなかった。そのため、ネット上での批判に晒され、出品者によるポピー・アピールの「便乗」であるという声があがった。ブレグジット党のニコラス・ゴールディング候補は、「ポピーは政治論争のためにあるのではない」と主張した。ポピーの支持者らはゴールディングに対し、アラン・チューリングなどの過去の論争において大きく扱われた著名なLGBTQの人々の名前をツイートして反論した。その後も否定的な反応が続いたため、出品者は出品を取り下げた。

### ホワイト・ポピー

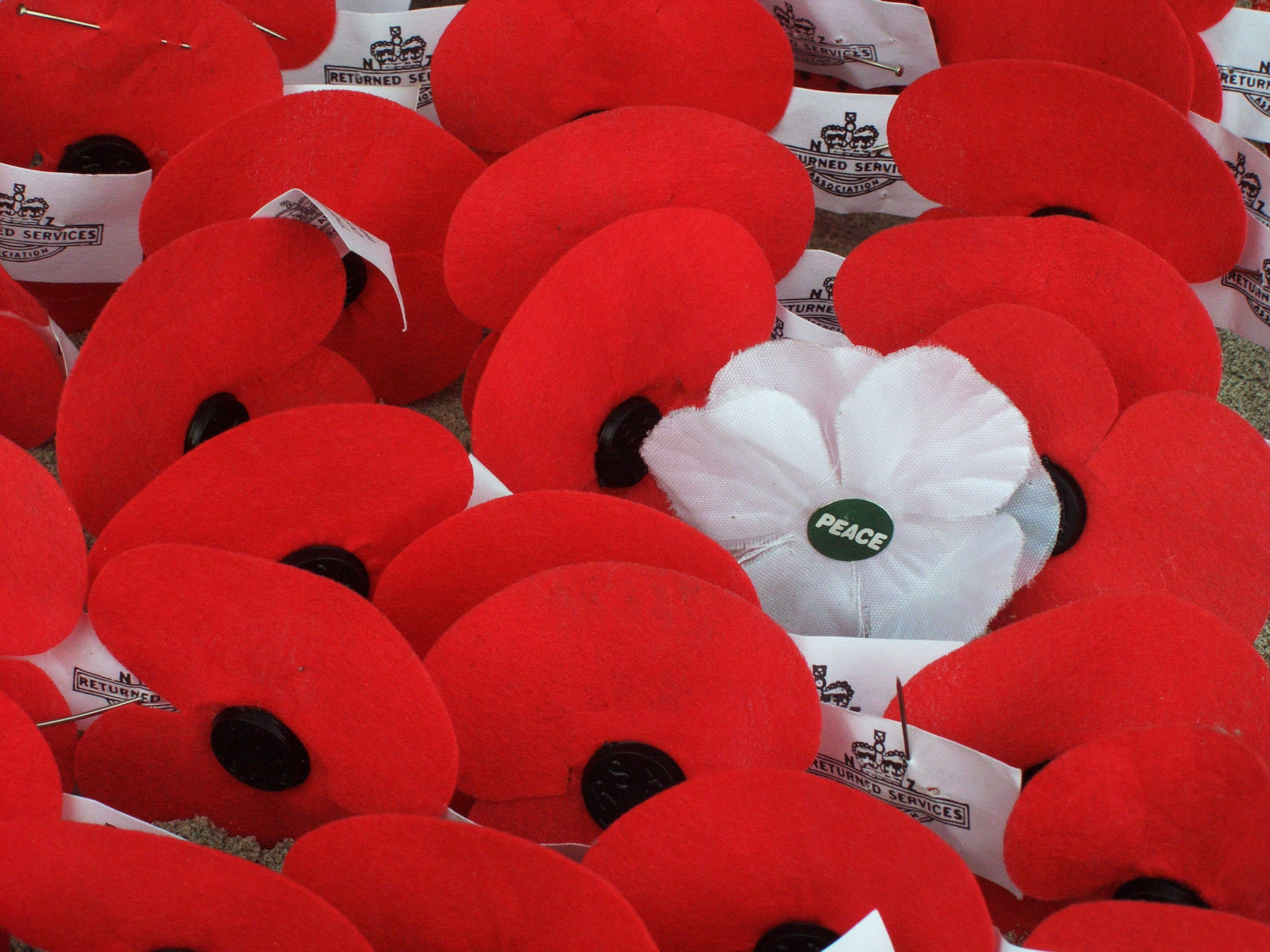
ANZACの日にニュージーランドで飾られたホワイト・ポピー、2009年

複数の人々がレッド・ポピーの代替としてホワイト・ポピーを着用する事を選ぶ。1933年、ホワイト・ポピーとその花輪は、イギリスの女性会協同組合によって発案された。現在、ホワイト・ポピーは平和誓約連合によって売られているが、手製される場合もある。ホワイト・ポピーは単独もしくはレッド・ポピーと共に着用する事も可能である。平和誓約協会によればホワイト・ポピーは、民間人やイギリス人以外のすべての戦争犠牲者に対する追悼、平和のために立ち上がり、戦争を美化しない意思を象徴する物である。1930年代、複数の女性がホワイト・ポピーを身に着けた事で職を失った。ホワイト・ポピーの存在により、レッド・ポピーの永遠の象徴性と自分たちの貢献が損なわれると見る複数の退役軍人が存在した 。しかし、イギリス在郷軍人協会はホワイト・ポピーがレッド・ポピーと共に着用される事に異議はないとする声明を出している。